# 新鎌ヶ谷駅

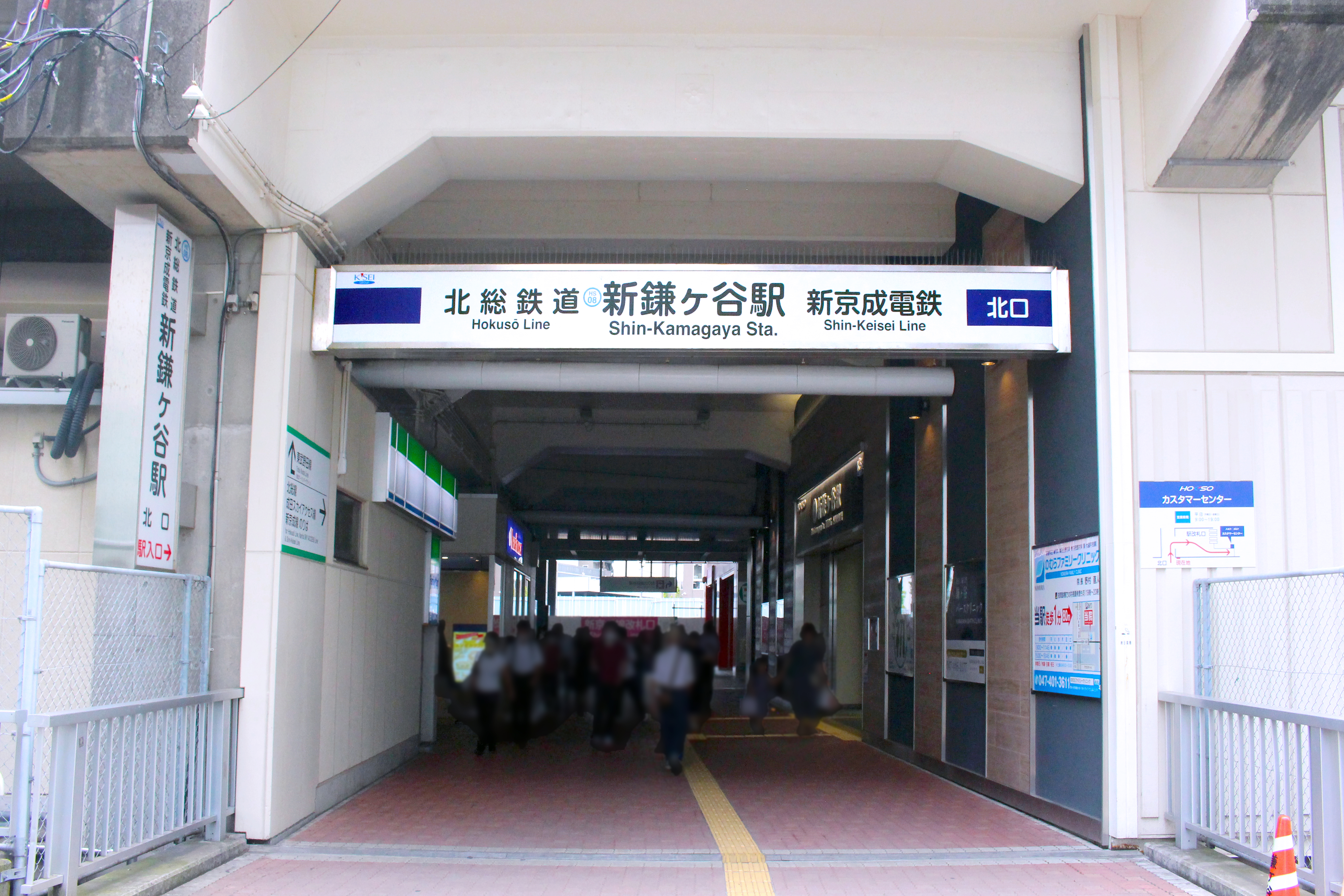
北口（2024年8月） ※駅名看板に北総鉄道と新京成電鉄が併記

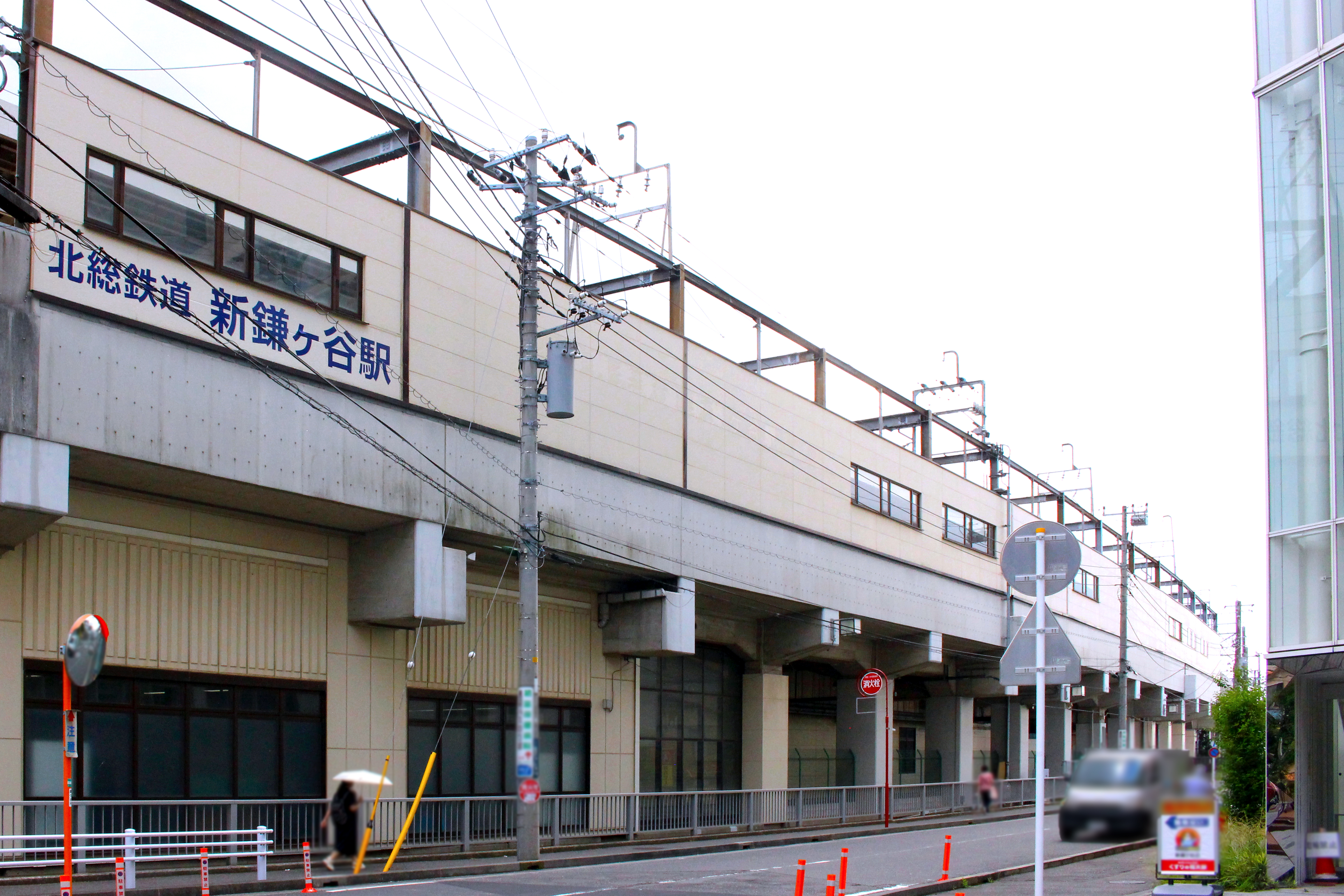
駅北側 北総鉄道駅舎（2024年8月）

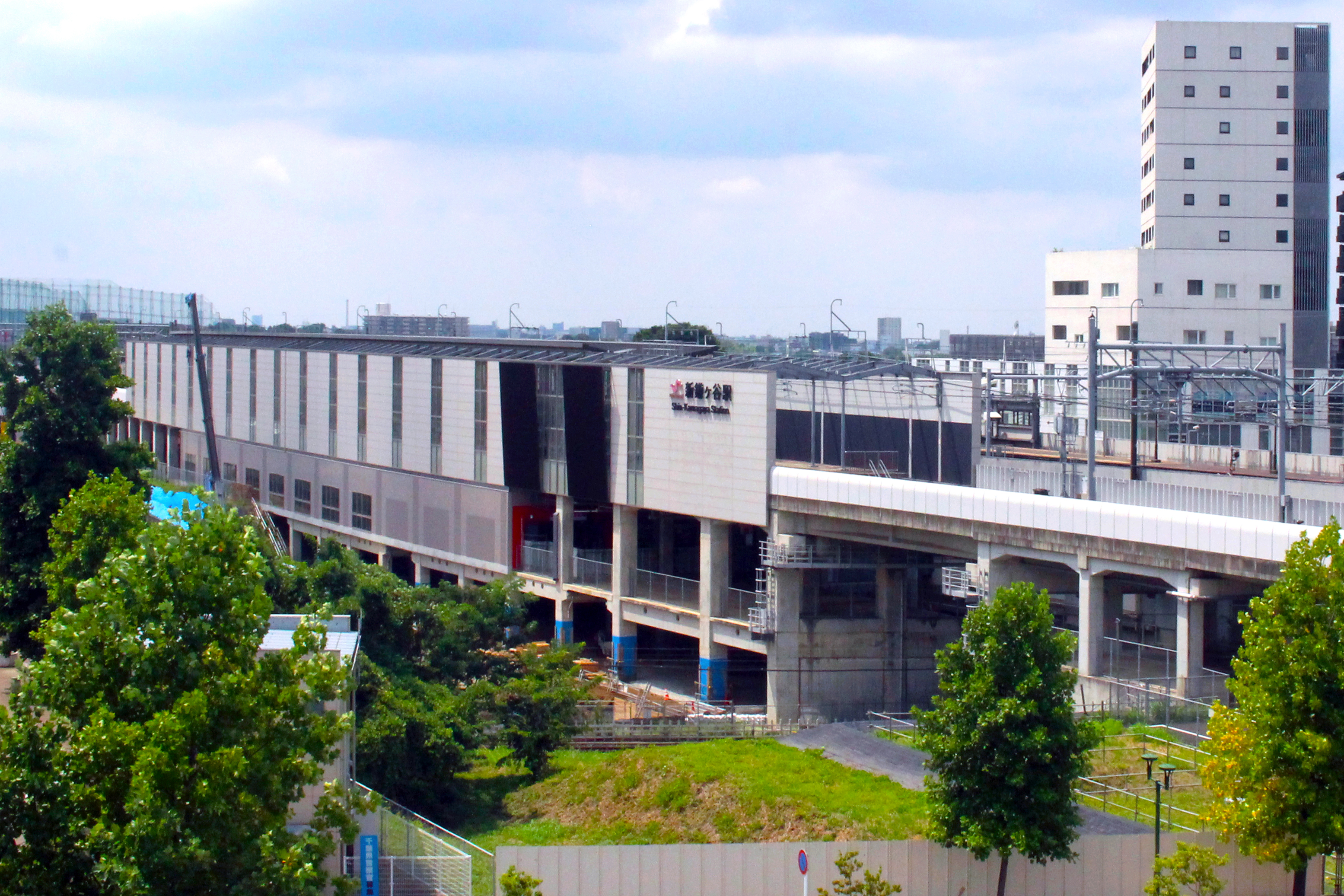
駅南側 京成松戸線駅舎（2024年8月）

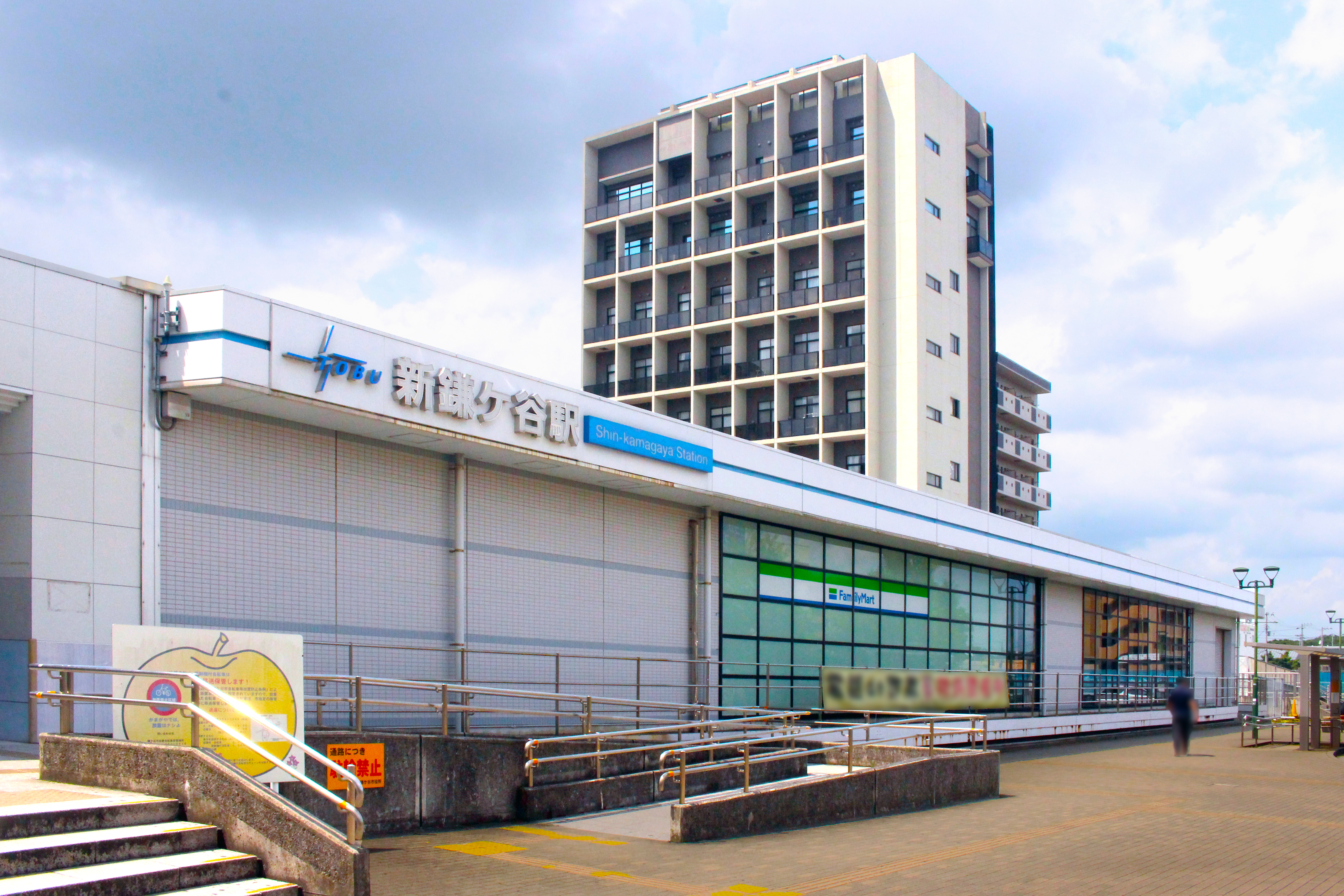
駅東側 東武鉄道駅舎（2024年8月）

新鎌ヶ谷駅（しんかまがやえき）は、千葉県鎌ケ谷市新鎌ケ谷にある、北総鉄道・京成電鉄・東武鉄道の駅である。
このうち、東武鉄道では旅客案内上「新鎌ケ谷駅」の表記を用いている。

## 乗り入れ路線
鎌ケ谷市において唯一の乗換駅で、市内を通る全ての路線がこの駅を通っている。
北総鉄道の北総線と京成電鉄の成田空港線（成田スカイアクセス線）・松戸線、東武鉄道の野田線（東武アーバンパークライン）が乗り入れる総合駅となっている。このうち、京成成田スカイアクセス線については京成電鉄が北総鉄道の線路を借りて運行を行う（当駅前後の区間では北総が第一種鉄道事業者、京成が第二種鉄道事業者として施設を共用）ため、実用上は同一路線として利用できる。そのため、当駅は実質的に3路線の接続駅である。
各社それぞれ駅番号を付与しており、北総線はHS08、松戸線はKS78、野田線はTD 30である。
2025年4月1日に実施された新京成電鉄の京成電鉄への吸収合併後は、松戸線（旧・新京成線）の施設と北総鉄道（京成成田空港線）の施設の双方を、前者は第一種鉄道事業者、後者は第二種鉄道事業者として京成電鉄が使用する。

## 歴史

### 駅設置前
- 1923年（大正12年）12月27日：北総鉄道船橋線（現・東武野田線） 船橋 - 柏間開業。
- 1955年（昭和30年）4月21日：新京成電鉄新京成線（現・京成松戸線） 鎌ヶ谷初富（現・初富） - 松戸間開業により、野田線と新京成線が交差する。
- 1979年（昭和54年）3月9日：北総開発鉄道北総線（後に北総・公団線、現在の北総鉄道北総線） 北初富 - 小室間開業（第一期開業）に伴い、新鎌ヶ谷信号場設置。駅格上げを前提とした信号場だった。これにより交差が3社に及ぶようになる。
- 1989年（平成元年）11月28日：東武野田線の六実 - 新鎌ヶ谷信号場間を複線化、単線と複線の境界として新鎌ヶ谷信号場が設置。こちらは駅昇格を前提にはしない信号場であり、駅昇格は後述の東武鉄道の方針を曲げさせて設置に至った。

### 駅設置後
- 1991年（平成3年）3月31日：北総・公団線京成高砂 - 新鎌ヶ谷間開業（北総線第二期開業）に伴い、新鎌ヶ谷駅が開業する[報道 1]。
- 1992年（平成4年）7月8日：新京成線の駅が開業し、北総・公団線との乗り換え業務を開始[報道 2]。同時に連絡改札口が設置される[報道 2]。これに伴い北総・公団線と新京成線との相互直通運転を中止し、当駅 - 北初富間の連絡線を廃止した[報道 2]。連絡線の高架はしばらく存置されていたが、その後撤去され、現在は構内の一部の線路が4番線から延びる保線基地として使用されている。
- 1999年（平成11年）11月25日：東武野田線の駅が開業[報道 3]。
- 2004年（平成16年）
  - 2月22日：新京成線の鎌ケ谷市内高架化工事のため同線を仮線に切り替えおよびホーム移設。
  - 7月1日：北総開発鉄道北総・公団線の社名・線名変更に伴い、北総鉄道北総線の駅となる。
- 2006年（平成18年）3月5日：北総線・新京成線乗換連絡改札口に乗車券類の2枚投入が可能な自動改札機を導入。
- 2007年（平成19年）
  - 7月28日：成田新高速鉄道工事に関連して北総線の駅改良工事を行い、北総線・新京成線乗り換え連絡改札口を移設。
  - 11月10日：北総線のホームを1面増設。同時に北総線のホーム形態を1面2線から2面2線へ変更。
- 2008年（平成20年）7月28日：東武野田線ホームに発車メロディを導入。
- 2009年（平成21年）2月26日：東武野田線の発車メロディを「ファイターズ讃歌」に変更[広報 2]。
- 2010年（平成22年）7月17日：京成成田空港線（成田スカイアクセス線）の開業により北総線の駅は京成電鉄との共同使用駅となり、「アクセス特急」の停車駅となる。同時に北総線のホーム形態を2面2線から2面4線へ変更。同時に北総線の駅番号「HS08」を設定。
- 2014年（平成26年）2月：新京成電鉄の駅に駅番号「SL11」を設定[1]。
- 2017年（平成29年）10月21日：新京成線の下りホームが高架化[広報 3][広報 4]。
- 2019年（令和元年）
  - 6月16日：新京成線専用改札を設置。北総鉄道との共用駅舎・改札から分離され、独自駅化された[広報 5]。
  - 12月1日：新京成線の上りホームが高架化[広報 6][広報 7]。
- 2020年（令和2年）3月14日：東武野田線（東武アーバンパークライン）ダイヤ改正により、全区間（大宮 - 船橋間）で急行運転開始。当駅は急行列車の停車駅となる[広報 8]。
- 2022年（令和4年）11月26日：京成成田空港線（成田スカイアクセス線）「スカイライナー」の一部停車駅となる[広報 9]。
- 2025年（令和7年）4月1日：新京成電鉄が京成電鉄への吸収合併に伴い、新京成電鉄新京成線の駅は京成電鉄松戸線の駅となる。同線の駅番号をSL11からKS78に変更[広報 1]。

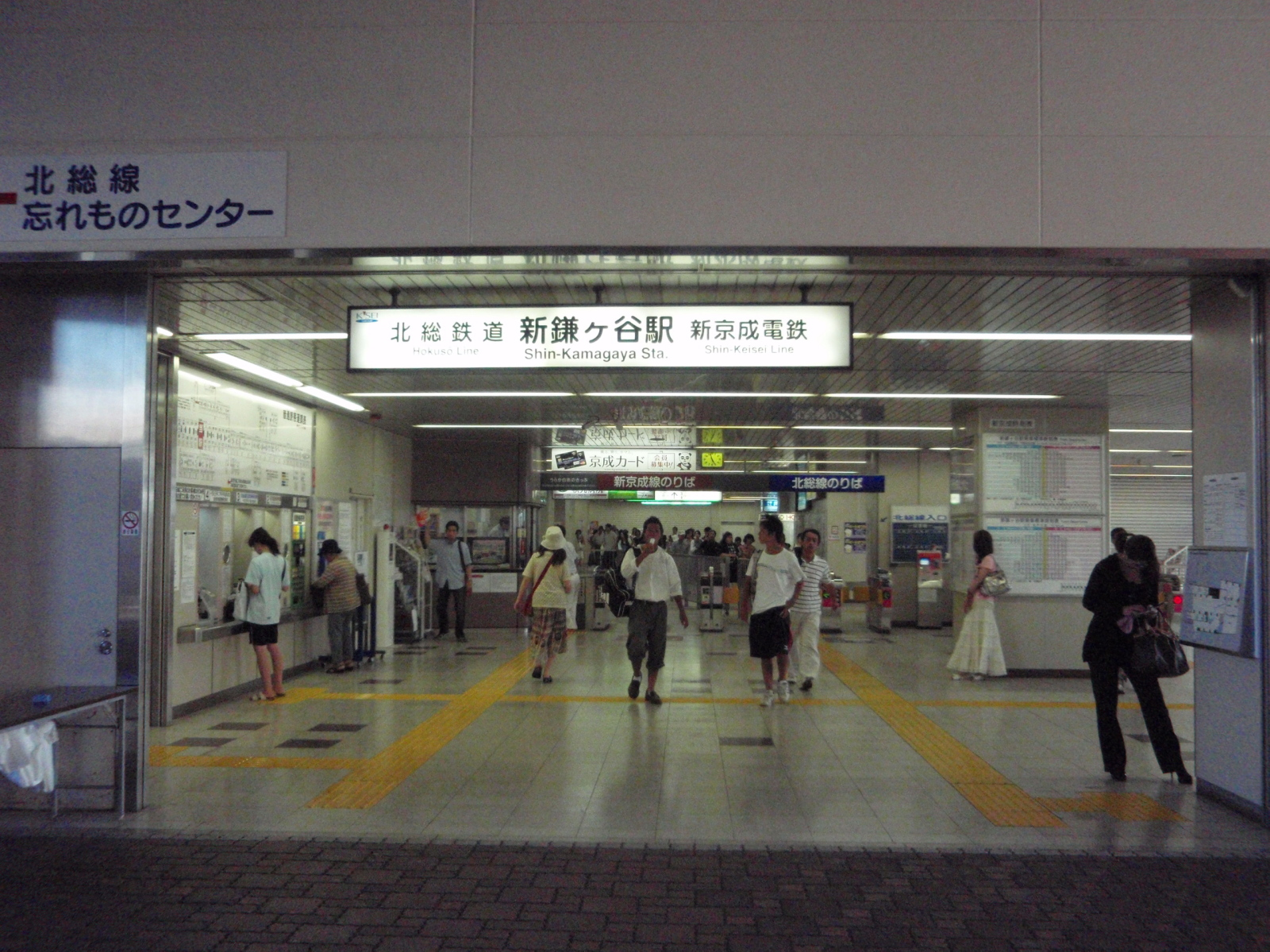
共同使用されていた新京成線（左）と北総線・京成成田空港線改札口（2011年10月）
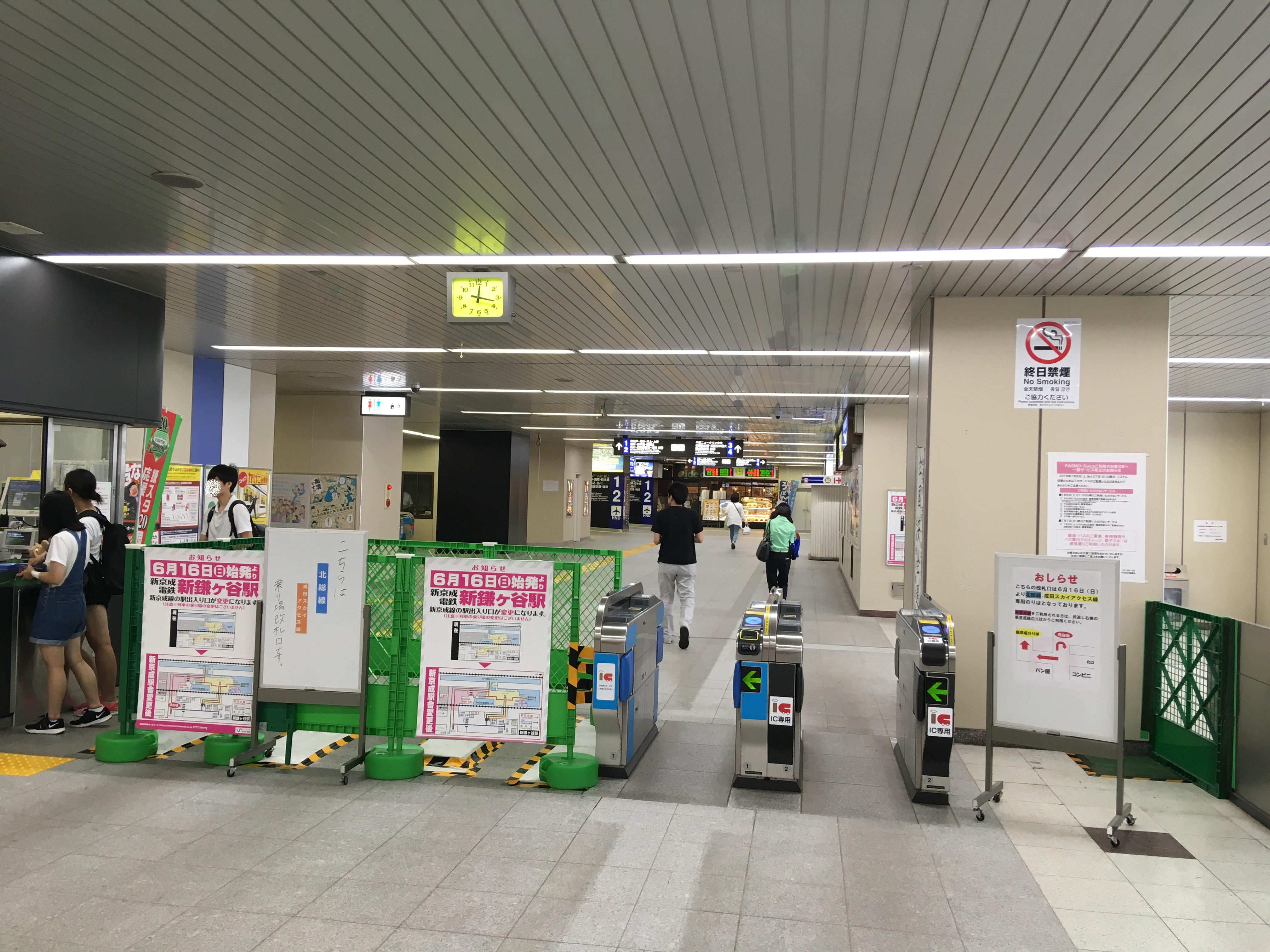
北総線単独使用化により新京成線改札口が閉鎖（2019年6月）
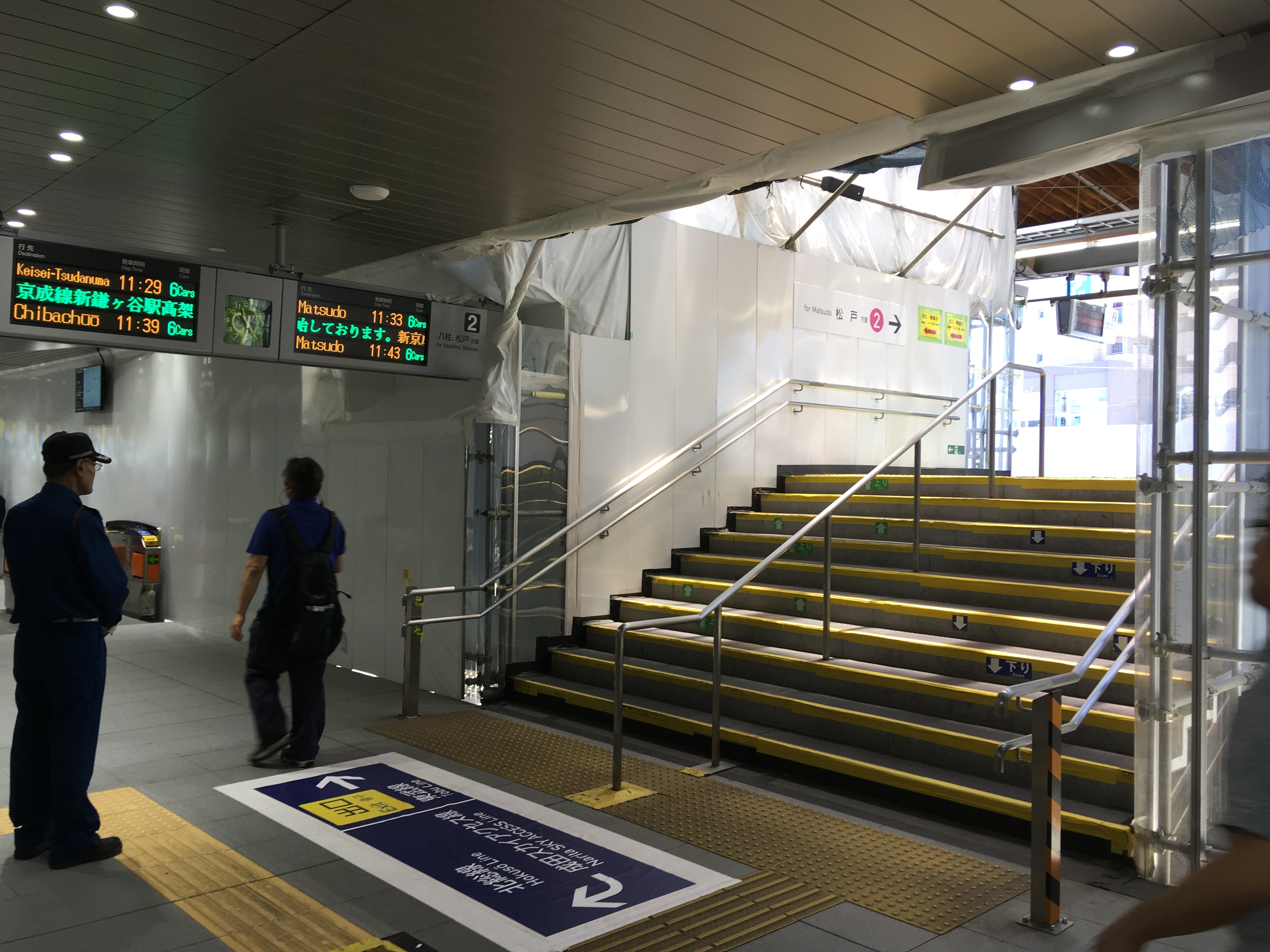
閉鎖した新京成線地上仮ホーム連絡通路（2019年6月）
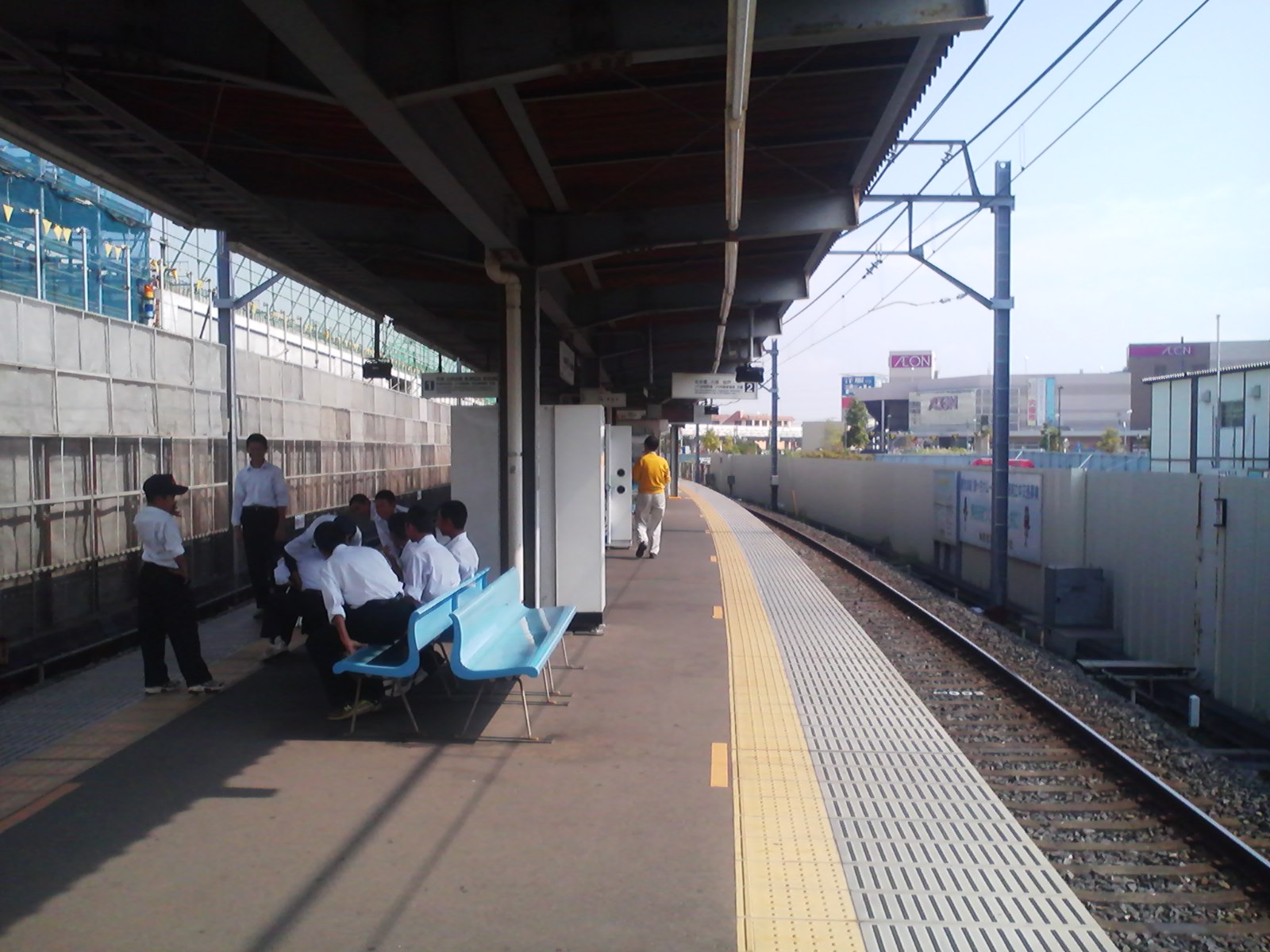
新京成線下り線高架化前の仮線上に設置された島式ホーム（2011年10月）
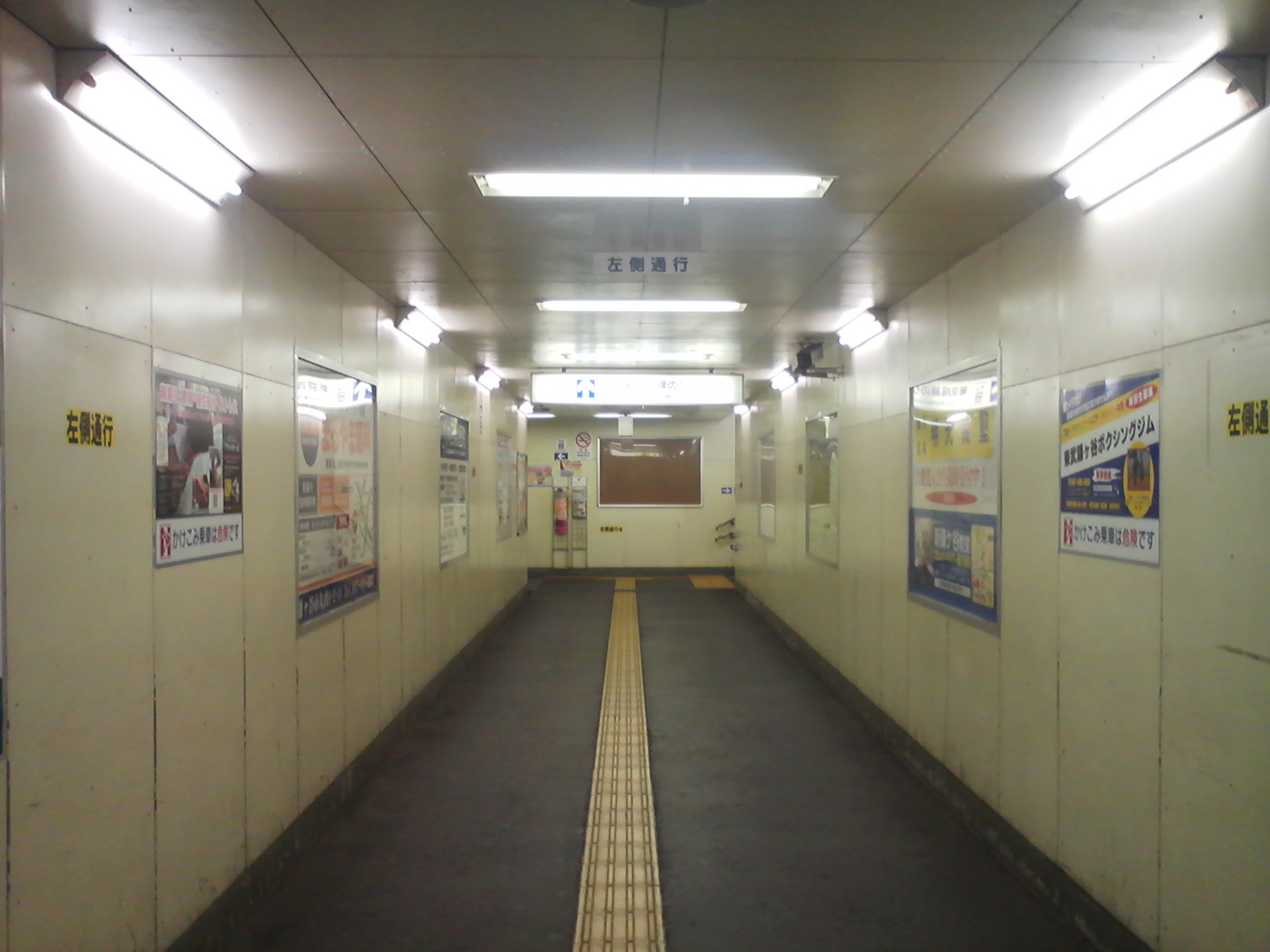
2018年に閉鎖した新京成線仮線島式ホームへ向かっていた連絡通路（2011年10月）
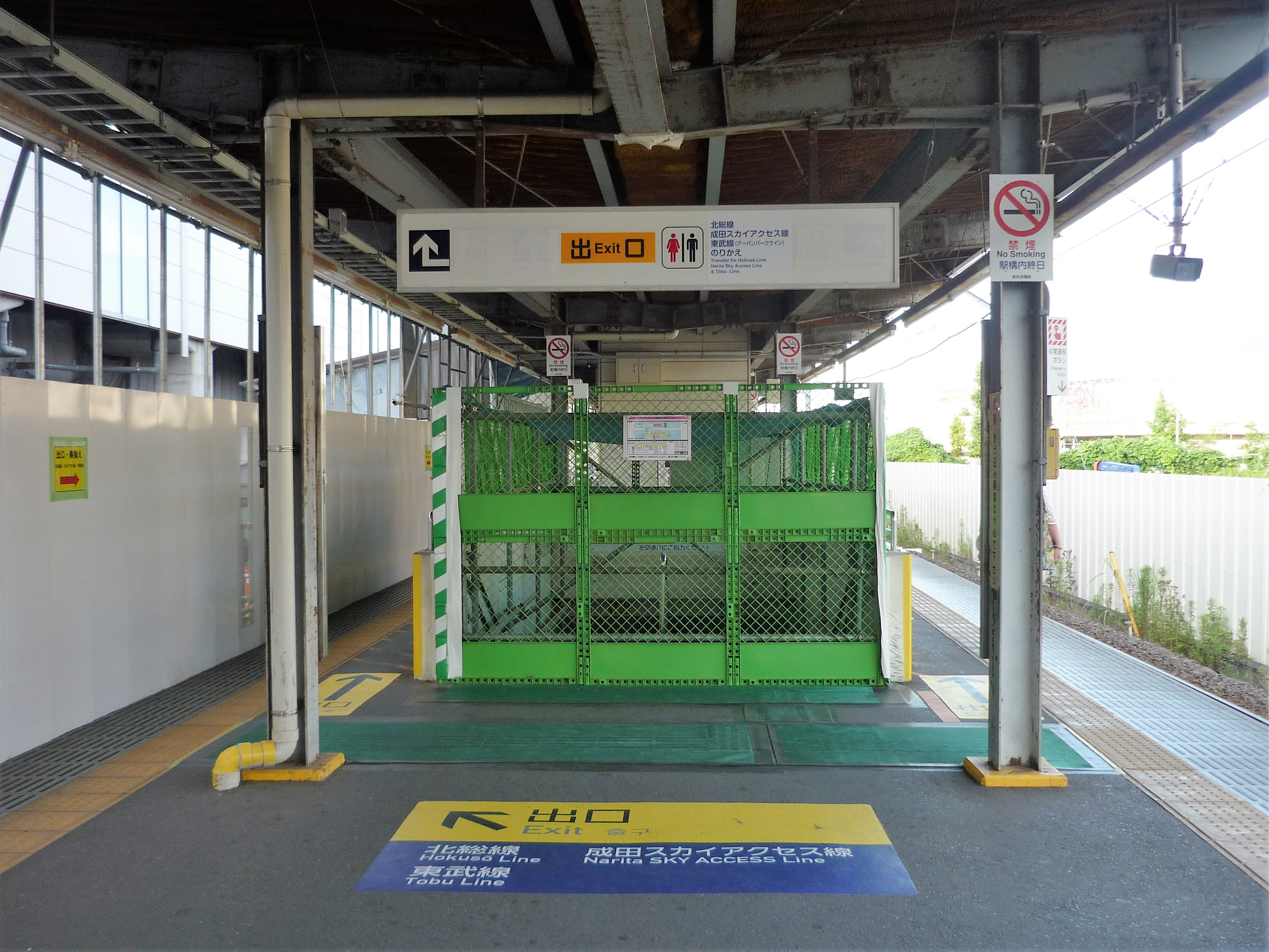
閉鎖された新京成線地下連絡通路（2018年7月）
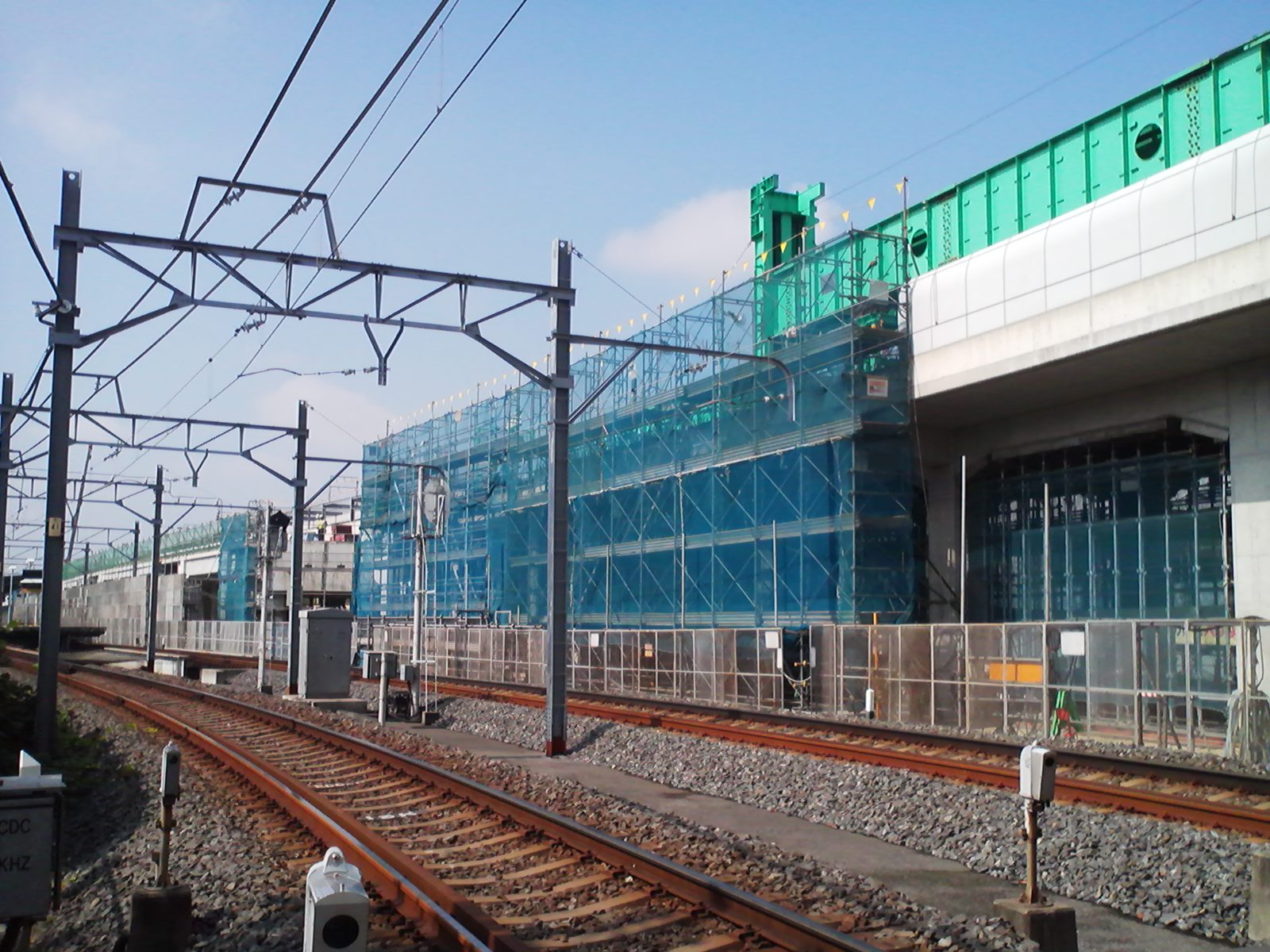
高架工事中の新京成電鉄駅舎 奥は北総鉄道北総線の高架（2011年10月）
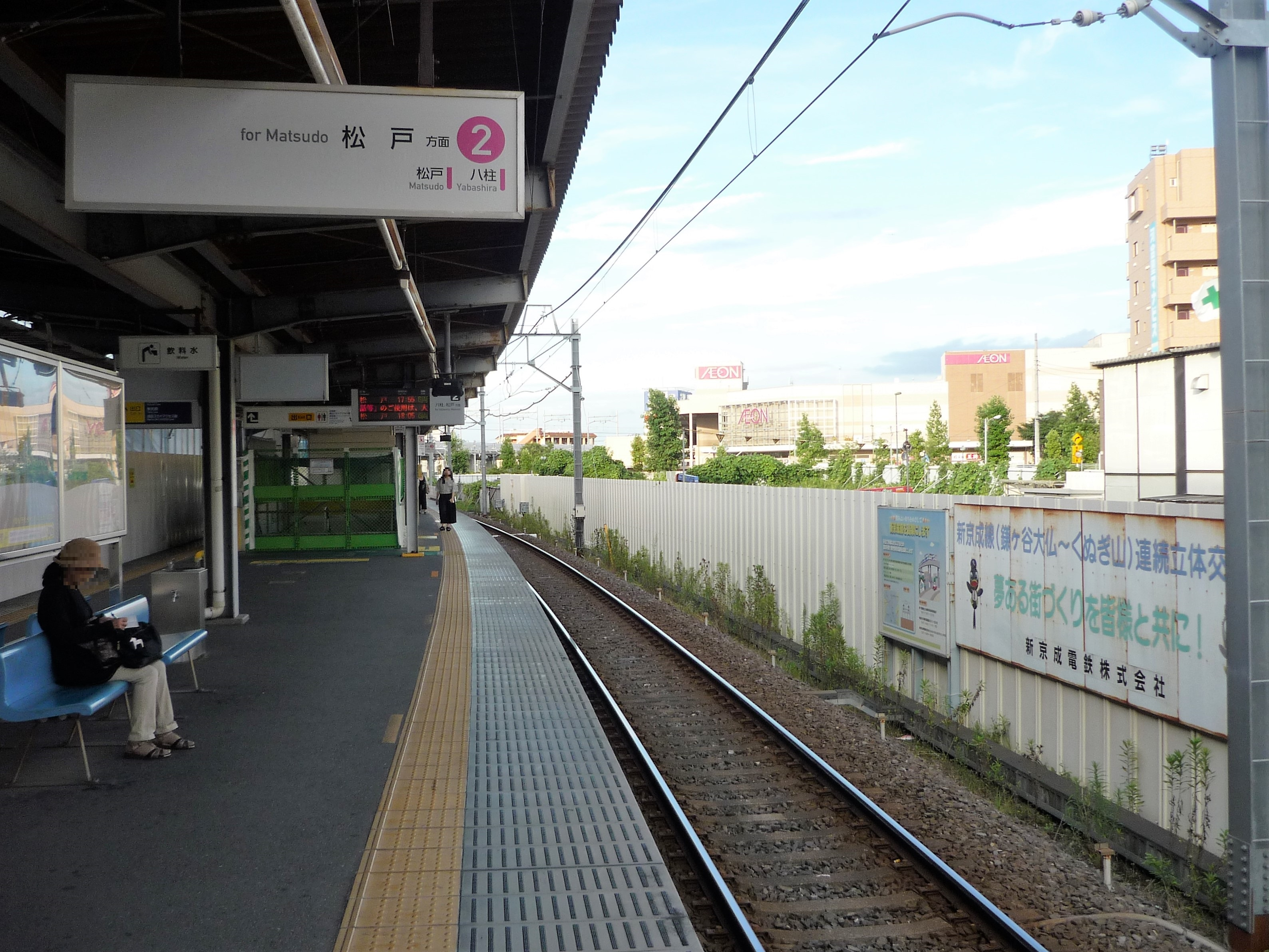
新京成線地上ホーム（仮線上）の2番線（2018年7月）
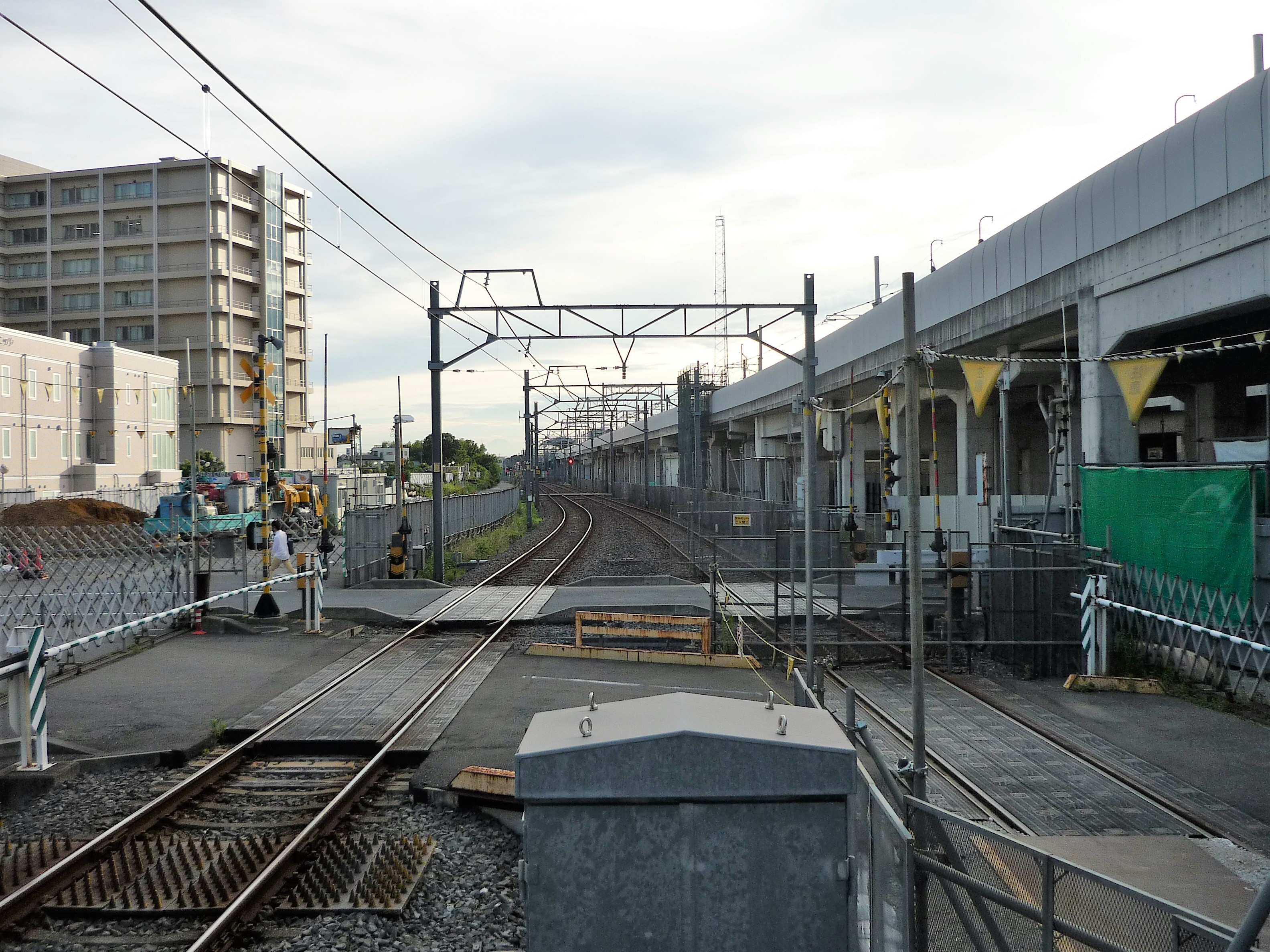
新京成線2番線地上ホーム端から松戸方向（2018年7月）

### 当駅付近の路線形態の経緯
新京成線（現・京成松戸線）と東武野田線は当駅がある地点で交差していたが、新京成・東武両社とも長い期間この地点に駅を設置しなかった。このため、両路線の乗り換えは新京成線の初富駅と東武野田線の鎌ヶ谷駅によって行われたが、両駅は約1キロメートル（km）離れていた。古くから新京成線と東武野田線の交差地点に乗り換え駅を要望する声はあったが、長らく実現はしなかった。
その後、1979年（昭和54年）に北総線の第一期区間（北初富 - 小室間）が開業したことで3線が交差・隣接した。この時、同線には後に新鎌ヶ谷駅となるホームなどの躯体は建設されたものの、駅は設置されず、同線と新京成線との乗り換えは乗り入れのために接続する隣駅の北初富駅で行われた。また、東武野田線とは接続されていなかった。1991年（平成3年）、北総線の第二期区間（当駅 - 京成高砂間）が開業した際に当駅が設置された。ただし、この時点では新京成電鉄側に駅を設置する予定はなかった。「鎌ケ谷市内の高架化工事完成時まで駅を設置せず、両線の接続は乗り入れの継続により行う」という方針によるものである。その後、鎌ケ谷市などの働き掛けと費用負担で方針が変わり、1年後の1992年（平成4年）に新京成線と北総線の乗り入れが廃止され、新京成線にも乗り換え駅として新鎌ヶ谷駅が設置された（管理は北総鉄道が実施）。
東武野田線については、以前から地元住民や通勤客、鎌ケ谷市などから東武鉄道へ駅設置の要望が相次いでいた。同社は野田線の複線化にあたり、新京成線の高架化まで同線との交差部を複線にできないことから、1989年より当駅近傍に「新鎌ヶ谷信号場」を設置し、六実から同信号所までの複線化を実施したものの、駅は設置されなかった。新京成線の駅設置時にも現在の新鎌ヶ谷駅周辺に駅を設置する予定はなかった。しかし、費用を鎌ケ谷市が拠出することを条件に東武側が方針を変更し、市や周辺住民の要求を受け入れて北総線の駅設置から8年後となる1999年に野田線の新鎌ヶ谷駅が設置された。なお、ほぼ同じ理由で北総線東松戸駅の乗り換え駅として東日本旅客鉄道（JR東日本）武蔵野線にも1年前の1998年（平成10年）3月に東松戸駅が開業している。
北総線ホームは1979年（昭和54年）の同線開業時から2面4線の躯体が用意されていたが、1991年の当駅開業時には当時の輸送需要やダイヤなどに鑑み北側の1面2線しか供用されず、南側には留置線が設置されたもののホームは長年放置されたままであった。その後成田スカイアクセスの開業に伴い輸送力を増強するにあたり、2007年（平成19年）から南側ホームが供用されるに至った。
かつては本八幡駅より都営新宿線が当駅まで延伸する計画もあったが、2010年（平成22年）に計画は白紙となった。その後、東京10号線延伸新線として千葉県が市川市や鎌ケ谷市と共に事業化を模索していたが、2013年（平成25年）9月3日に検討委員会が解散となった（詳細は千葉県営鉄道の項を参照）。

## 駅構造
北総線・京成成田空港線と京成松戸線は高架駅だが、並列しており乗り換えは比較的容易である。東武野田線は掘割の中にあり、北総線と松戸線の駅の東側で交差しているため、両線との乗り換えは少し距離がある。ただし、各線とも改札口はほぼ同一平面上にあり、高架下が店舗を兼ねた乗り換え通路になっており、雨の日も濡れずに乗り換えることができる。
いずれもの駅にもNTTBPの公衆無線LAN設備が設置されており、docomo Wi-Fiが利用できる。また北総・京成の駅にはUQコミュニケーションズの公衆無線LAN設備が設置されており、Wi2の公衆無線LANサービスが利用できる。

### 北総鉄道・京成電鉄（成田スカイアクセス線）
島式ホーム2面4線を有する。駅舎は高架下にあり、ホームと連絡するエスカレーター・エレベーターを完備しているほか、ホーム上には待合室などが設置されている。南側のホームは開業以来未供用だったが、2007年11月に2面4線（待避駅）化され、当駅での通過待避および緩急接続が可能な構造となった。
2010年（平成22年）7月より、京成電鉄が運行するアクセス特急（特別料金不要）が停車することで、京成の駅としても取り扱われている。これにより両社の共同使用駅となったが、あくまで北総鉄道の管轄駅であるため、駅番号は北総の番号 (HS08) のみとなっている。また、駅表記も従来通り北総鉄道の名前のみが記載されているが、改札口等の案内サインでは「北総線・成田スカイアクセス線」と表記することで空港利用者に配慮している。
かつては北総鉄道が管理する駅舎を新京成電鉄と共用していたが、2019年6月の新京成専用駅舎の開業に伴い、それぞれの駅舎が分離した。かつての共用駅舎は、現在北総鉄道が単独で利用しており、この駅舎での新京成線の切符の販売は終了している。なお、京成線連絡きっぷは京成高砂駅経由のみ発売されている。また、この駅舎分離と前後して、北総鉄道は新鎌ヶ谷駅舎のリニューアルを実施している。「国内外を行き交う客に分かりやすく、地域に親しまれる駅」をコンセプトに、駅入口や旅客案内サインのデザインが大きく変更された。なお、連絡改札は分離後も北総鉄道が管理している。また、かつてはのりつぎ精算機も設置されていたが、共用駅舎時代に廃止された。
北総線では当駅発着列車が下り方面に設定されている。

#### のりば

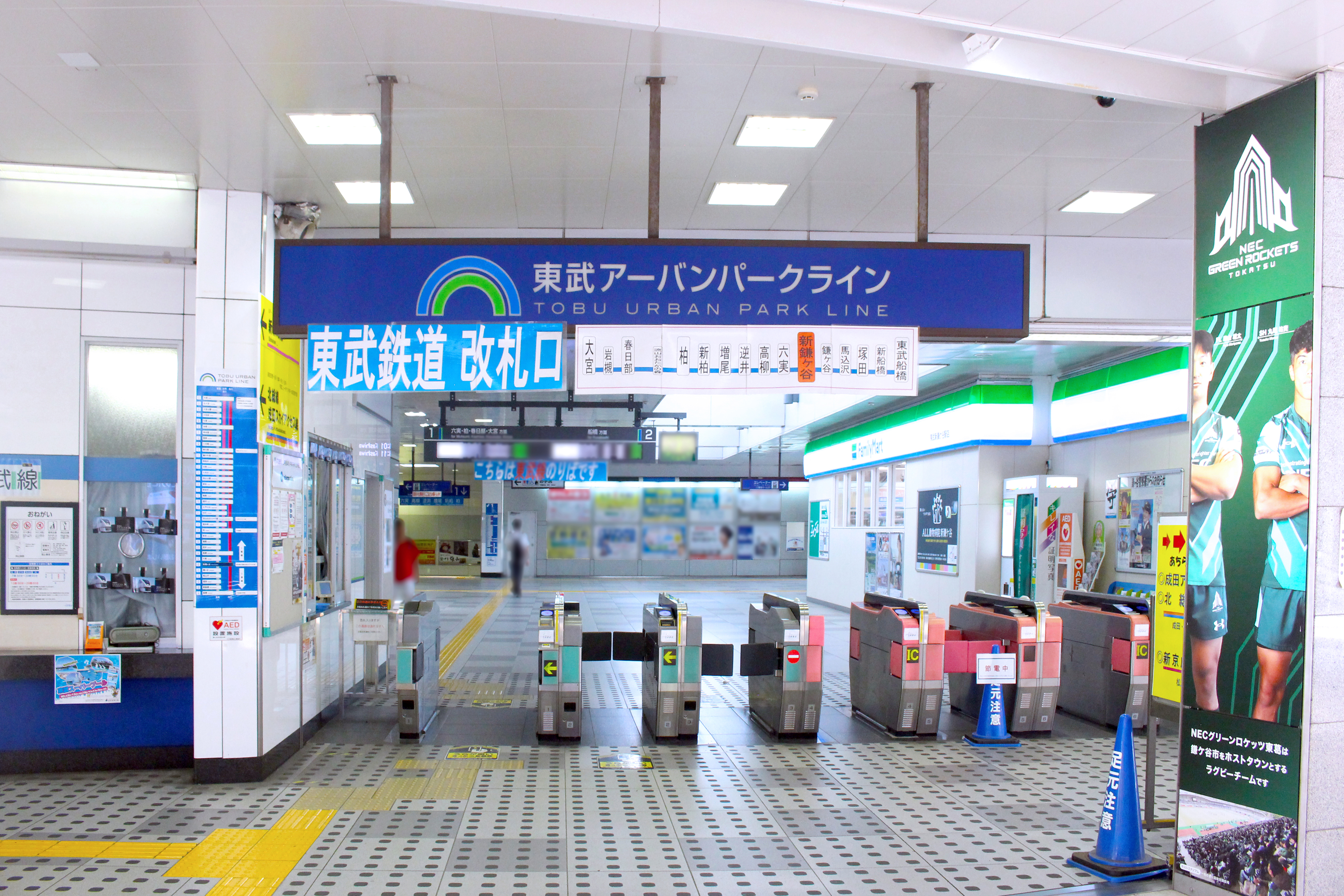
改札口（2024年8月）
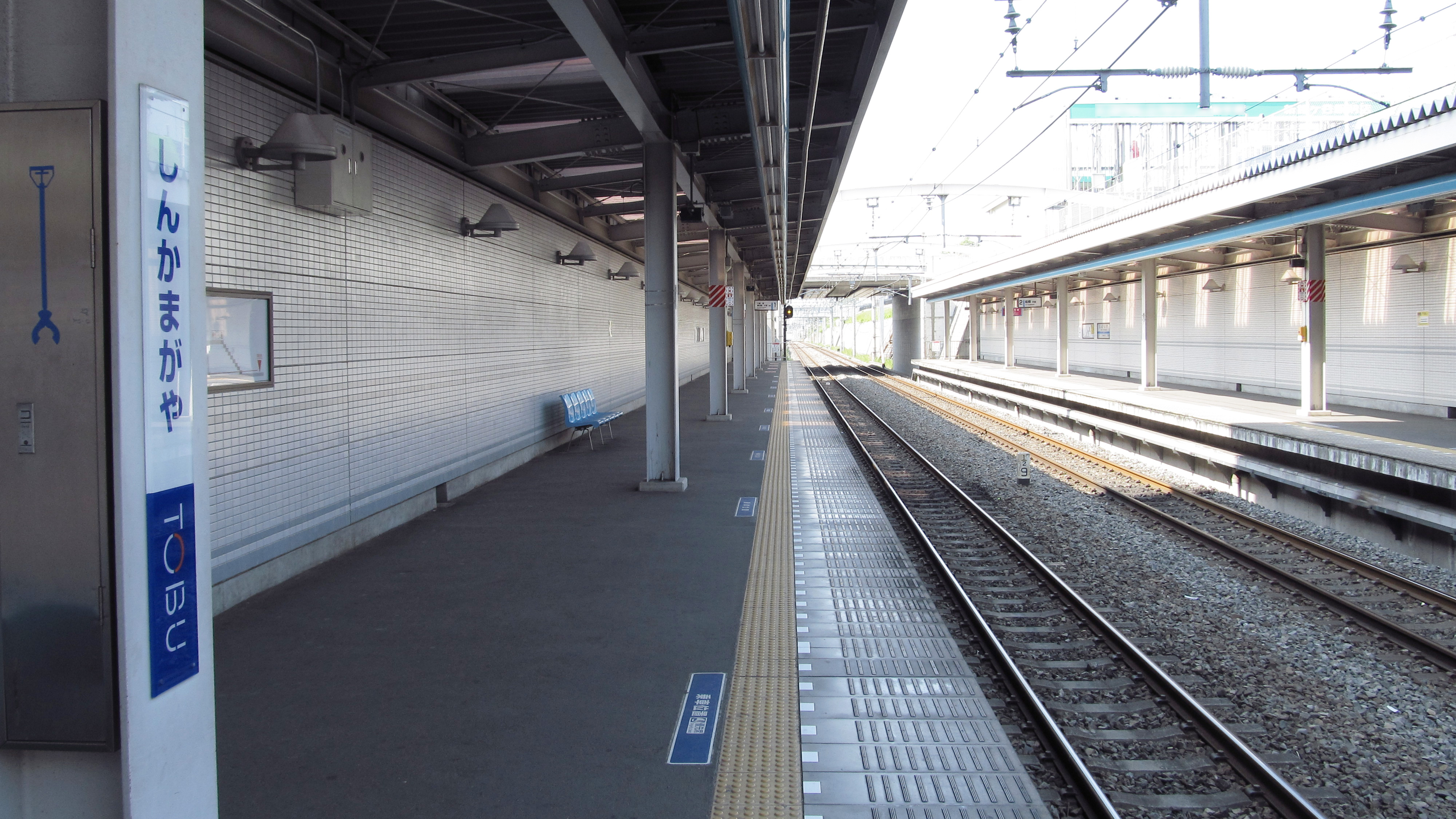
駅ホーム（2013年5月）

| 番線 | 路線                        | 方向 | 行先                               |
| ---- | --------------------------- | ---- | ---------------------------------- |
| 1・2 | 北総線 成田スカイアクセス線 | 上り | 京成高砂・日本橋方面               |
| 3・4 | 北総線 成田スカイアクセス線 | 下り | 千葉ニュータウン中央・成田空港方面 |

- 2・3番線が本線で、1・4番線が副本線である。混雑時やスカイライナーの通過待ち合わせ・臨時の時には1・4番線にアクセス特急が入線することがある。
- 「スカイライナー」は上下両方向、乗降ともに可能。当駅に停車する「スカイライナー」は、全列車青砥駅にも停車する。ライナー券売機は改札内コンコースに設置されている。
- 上り方向から当駅止まりの列車が折り返す際、いったん上り本線を進んで所定の位置に入れ替え、下り副本線に改めて入線する。

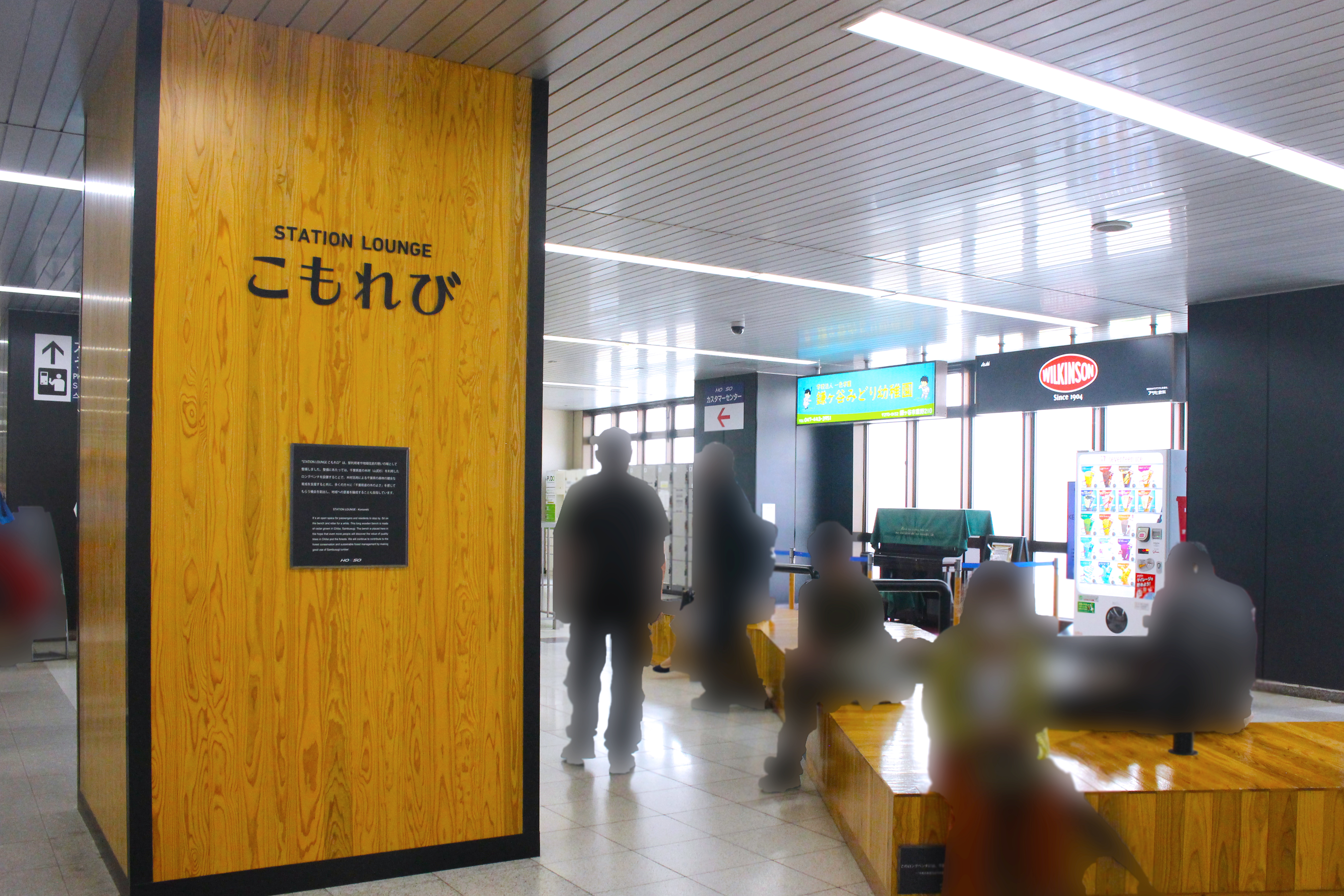
改札外コンコース「STATION LOUNGE こもれび」（2024年8月）
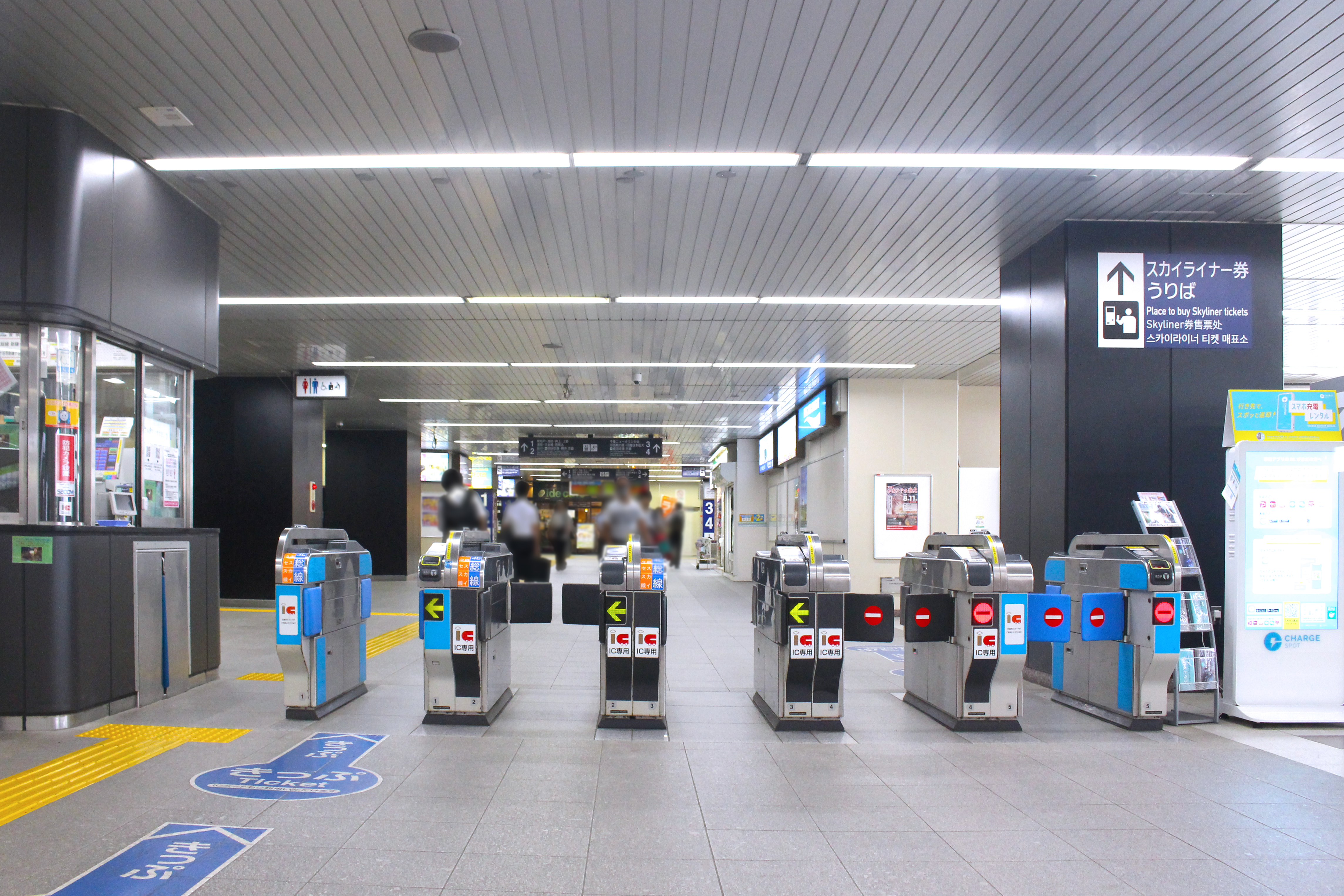
改札口（2024年8月）
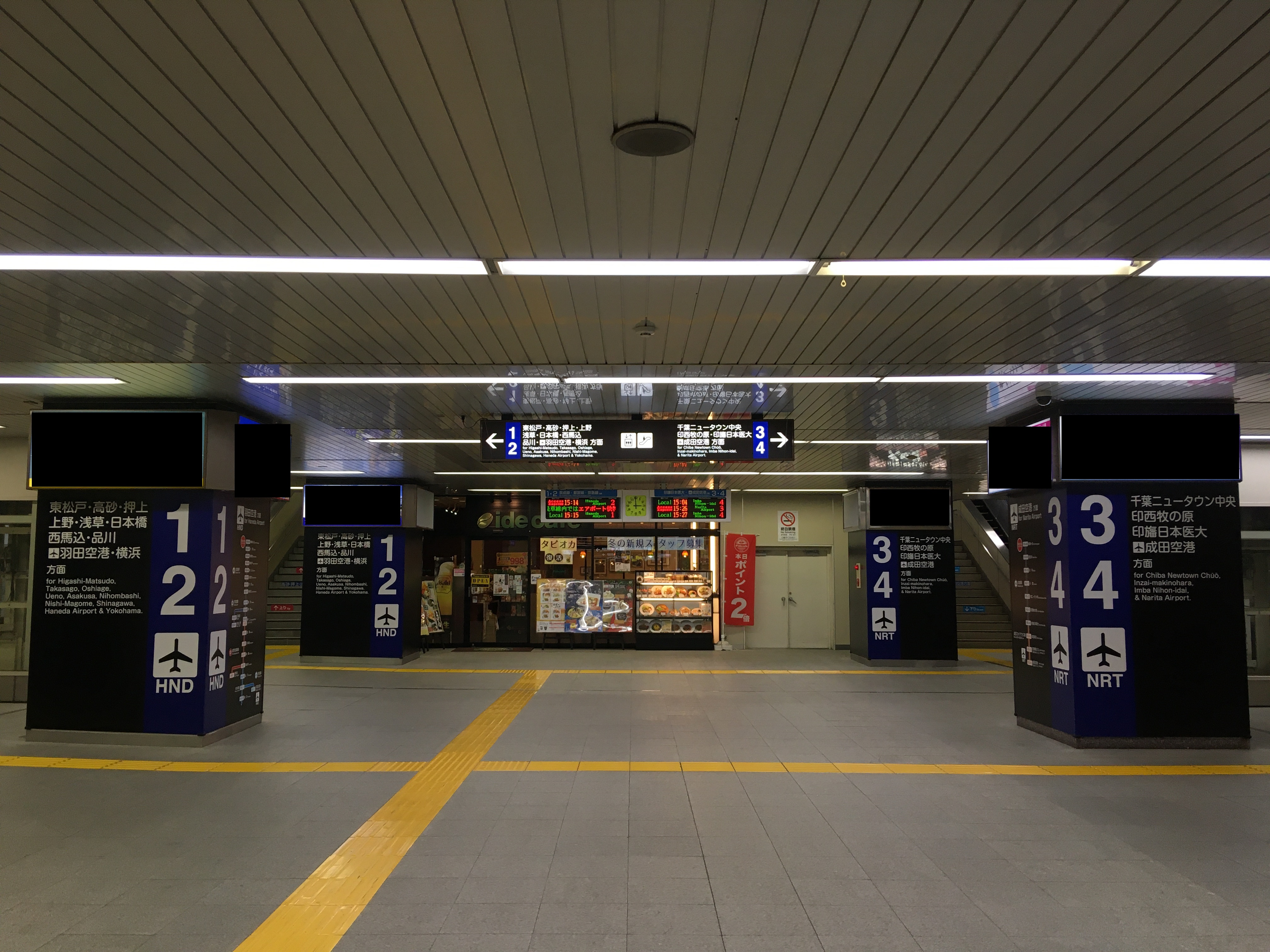
改札内コンコース（2019年11月） ※1・2番線案内に羽田空港を表す「HND」、3・4番線案内に成田空港を表す「NRT」が記載
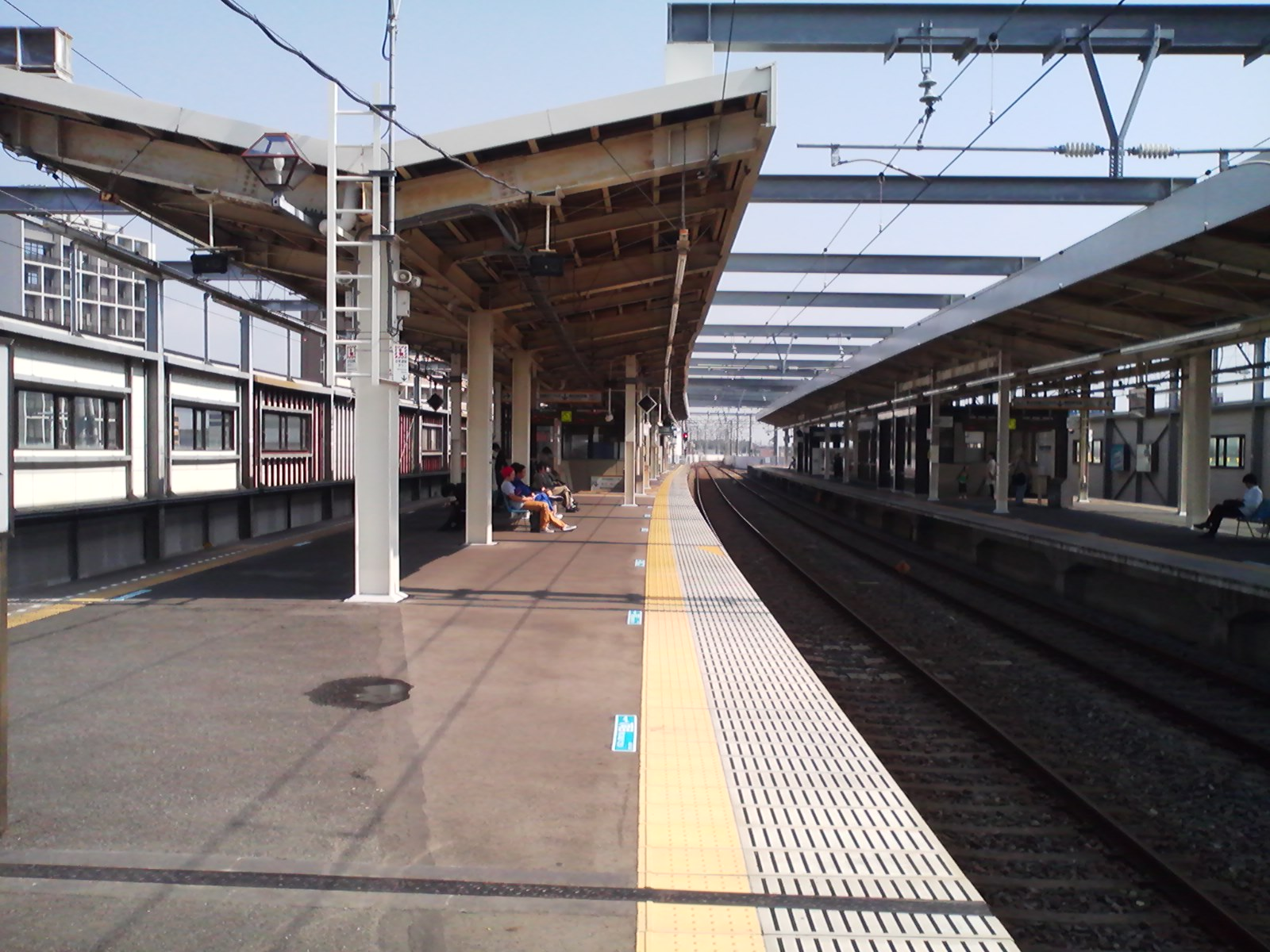
駅ホーム（2011年10月）
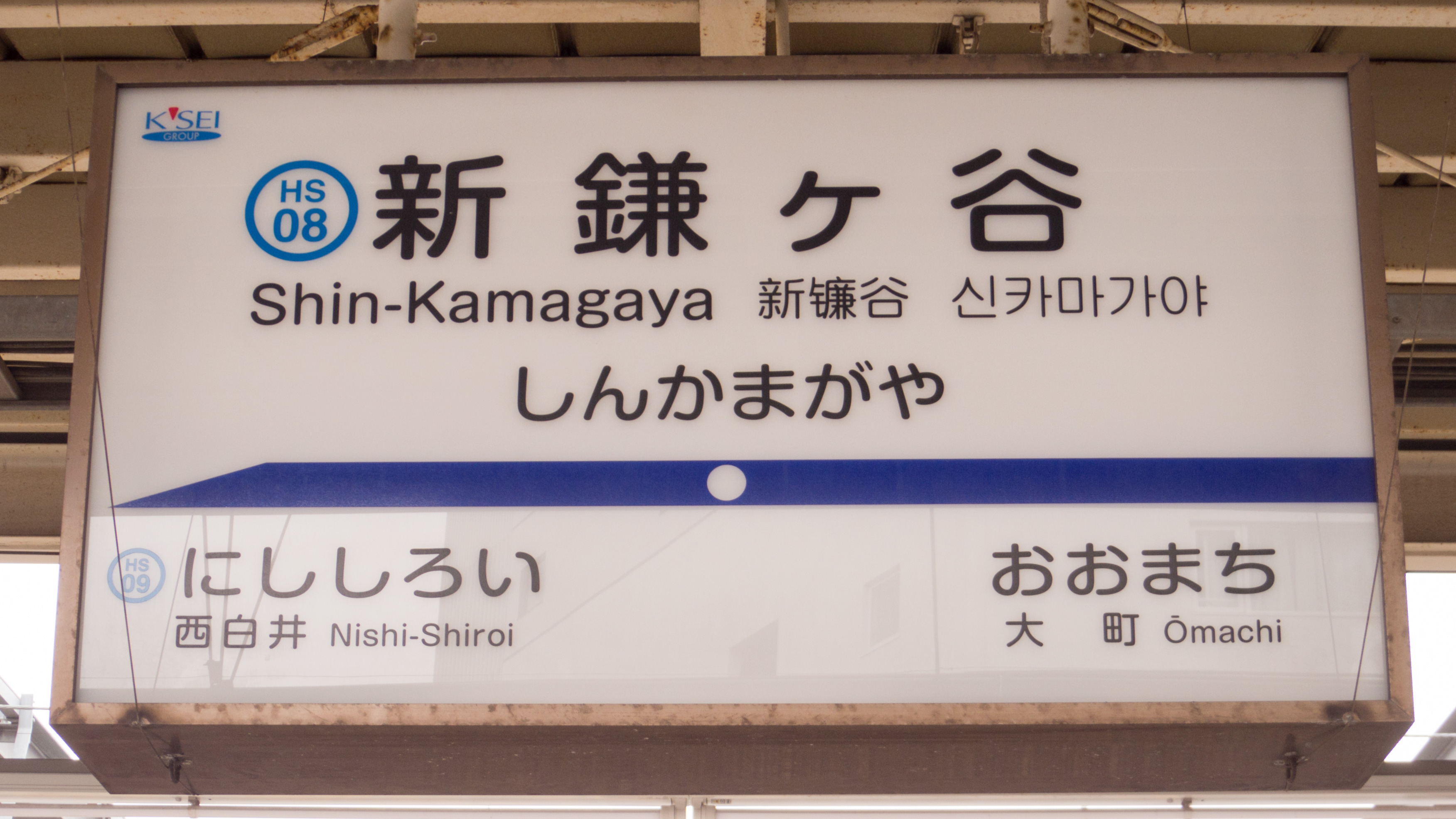
駅名標（2015年4月）

### 京成電鉄（松戸線）
島式ホーム1面2線の高架駅。松戸線の駅としては最も新しく、唯一平成時代に開設された駅である。
改札口など駅舎部分は北総鉄道と共用していた（以下、当時の駅舎を「共用駅舎」と呼ぶ）が、高架化に先立ち、2019年（令和元年）6月に新駅舎に移行された。開業時はエスカレーターを併設した跨線橋を持つ相対式ホーム2面2線だった。2014年（平成26年）2月に高架化工事に伴い、仮設の島式ホームが仮線上に設置され、共用駅舎とホームはエレベーターを併設した地下通路によって連絡されることとなった。
2017年（平成29年）10月に下り線が新駅舎上高架ホームとなった。この時点では次のような進路の分離が生じていた。すなわち、上り線へはこれまで通り共用駅舎の改札を進んだ後、既存の地下通路を通って直接ホームへ進む。一方で下り線へは共用駅舎の改札を進んだ後、仮設の連絡通路を通り、工事中の新駅舎の一階部分を経由して、階段やエスカレーター・エレベーターで高架ホームに進む。2018年（平成30年）4月に地下通路は閉鎖され、旧下り地上線の跡地にスロープ併設の階段を設置することで、上下線ともに工事中の新駅舎の1階部分を通って辿り着けるようになった。その後、仮設の連絡通路が閉鎖され、かつて地下通路があった場所の上に共用駅舎と新駅舎の正式な連絡通路が設置された。この通路は現在、北総線・成田スカイアクセス線と新京成線の乗り換え連絡通路として利用されている。
2019年6月より改札などの機能が新駅舎に移行され、北総鉄道との駅舎共用は終了した。これ以前は他の新京成線駅では発売されている京成津田沼駅経由京成線各駅、北習志野駅経由東葉高速線やJR線連絡乗車券は発売していなかったが、駅舎独立以降はこれらの連絡乗車券が購入できるようになった（京成津田沼駅経由京成線各駅以外は2023年（令和5年）3月17日に発売終了）。なおJR線連絡乗車券は常磐線松戸駅経由のみ発売されていた（後述の東武線は船橋経由・柏経由の連絡乗車券が発売されている）。
高架駅舎のデザインは『創造』をテーマに、直線的で横長の外観に縦方向のラインを強調した駅舎デザインとし、未来に向けて力強く成長する様子を表現。イメージカラーは赤色。

#### のりば
| 番線 | 路線   | 方向 | 行先                     |
| ---- | ------ | ---- | ------------------------ |
| 1    | 松戸線 | 下り | 北習志野・京成津田沼方面 |
| 2    | 松戸線 | 上り | 八柱・松戸方面           |

- 松戸寄りに片渡り線が設けられているが、定期ダイヤでの当駅始終着電車の設定はない。

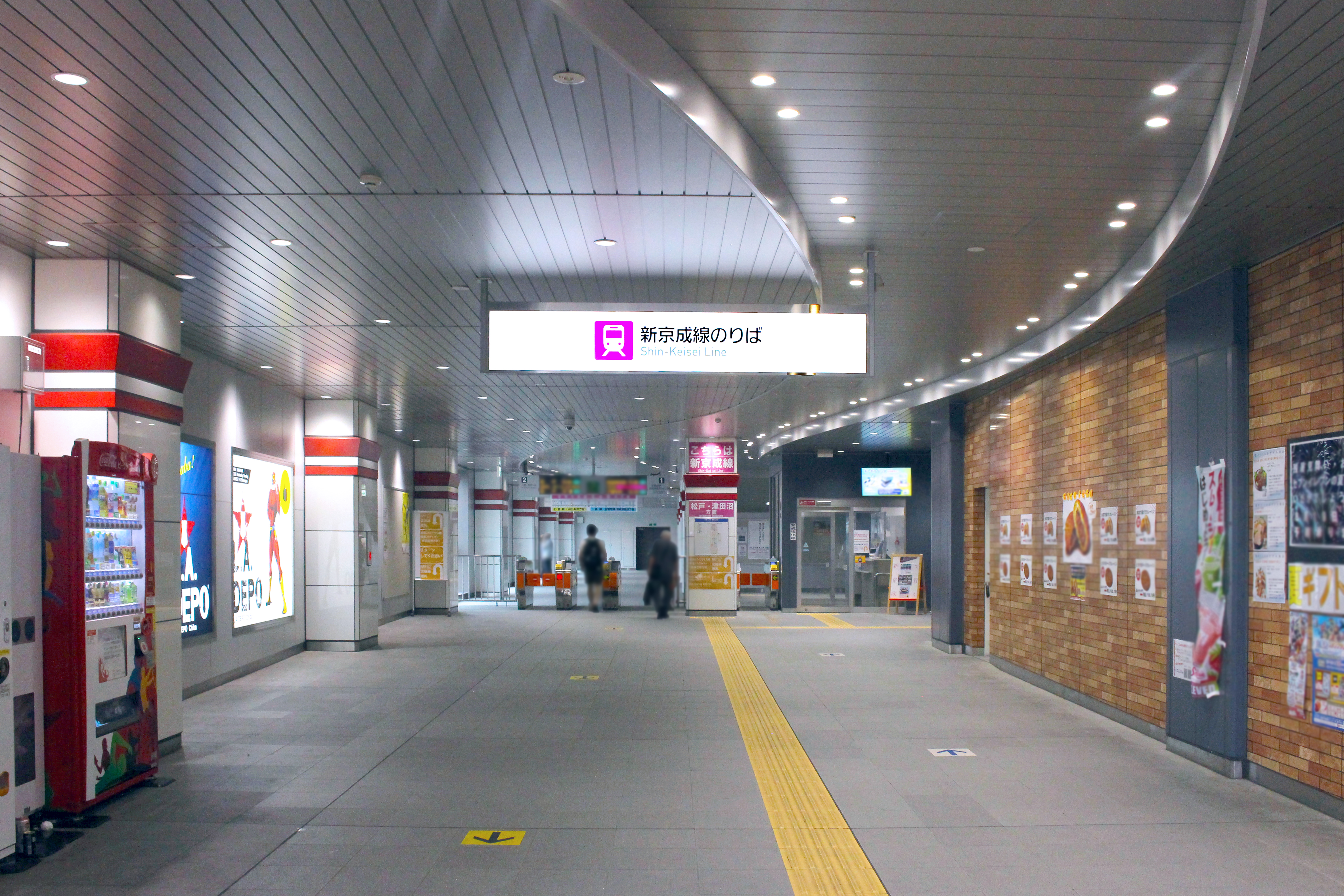
改札外コンコース（2024年8月）
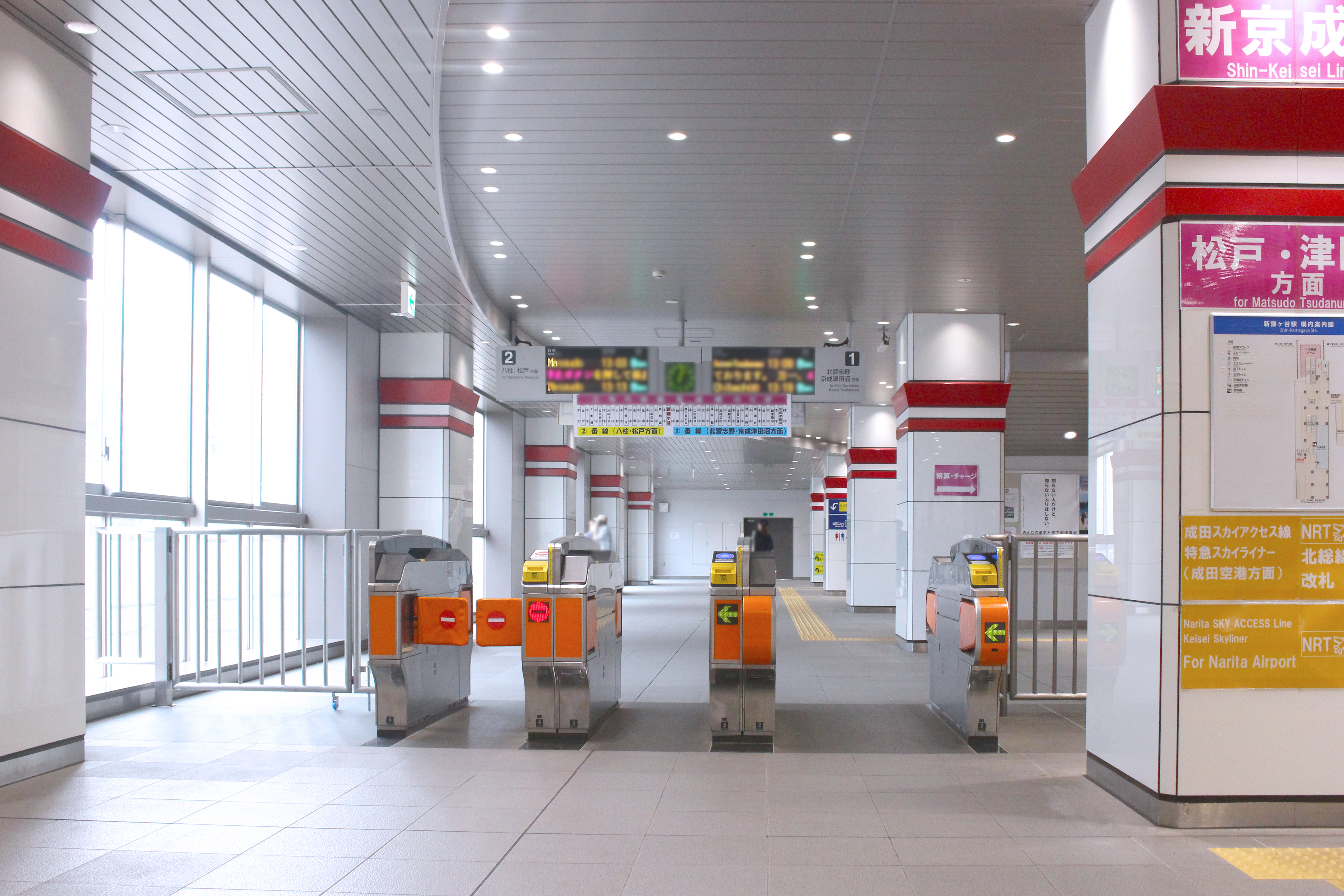
改札口（2024年8月）
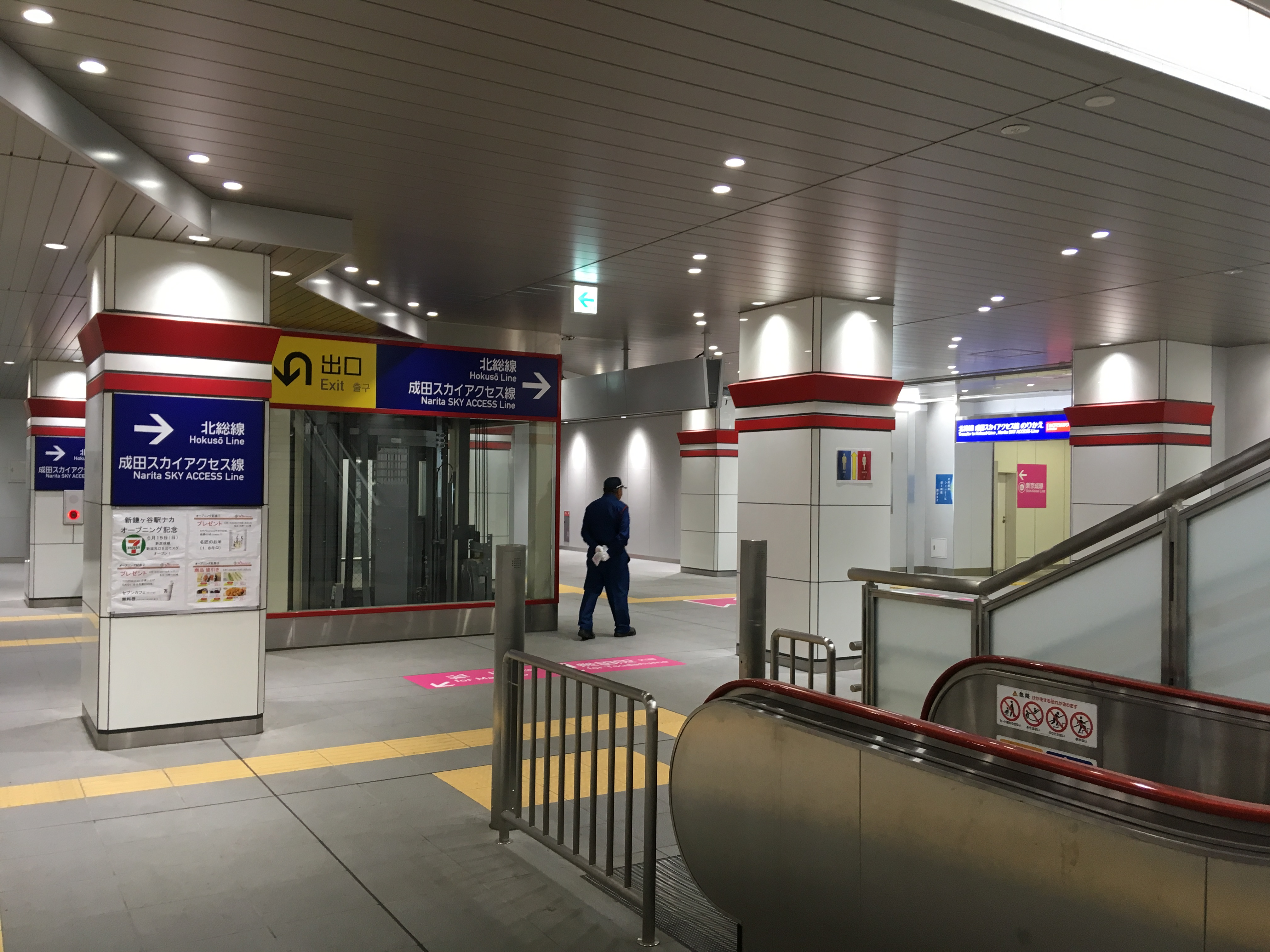
改札内コンコース（2019年6月）
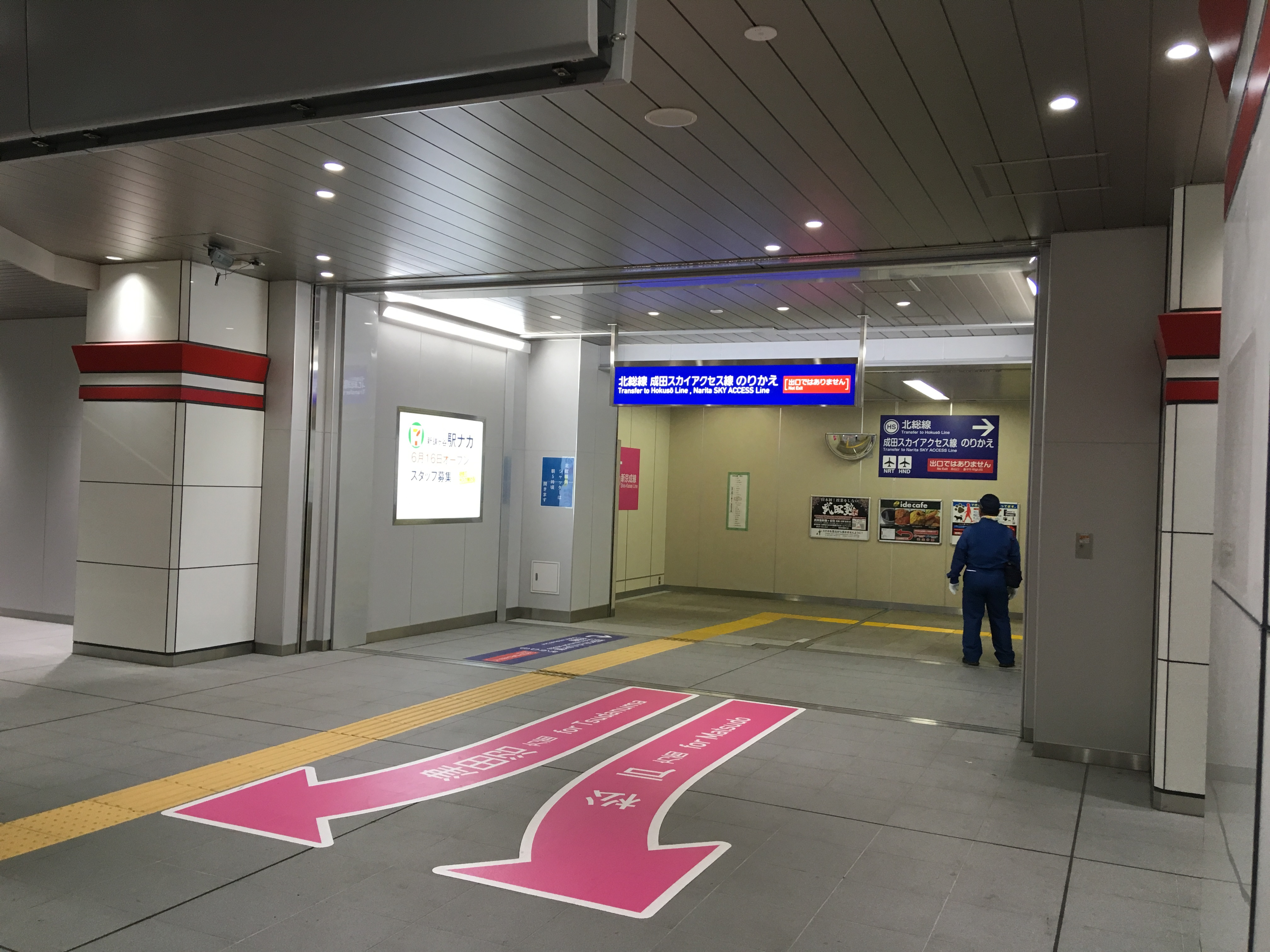
松戸線と北総線・成田空港線の連絡通路口（2019年6月）※かつてはこの通路から地下通路を介し地上駅舎へ向かっていた
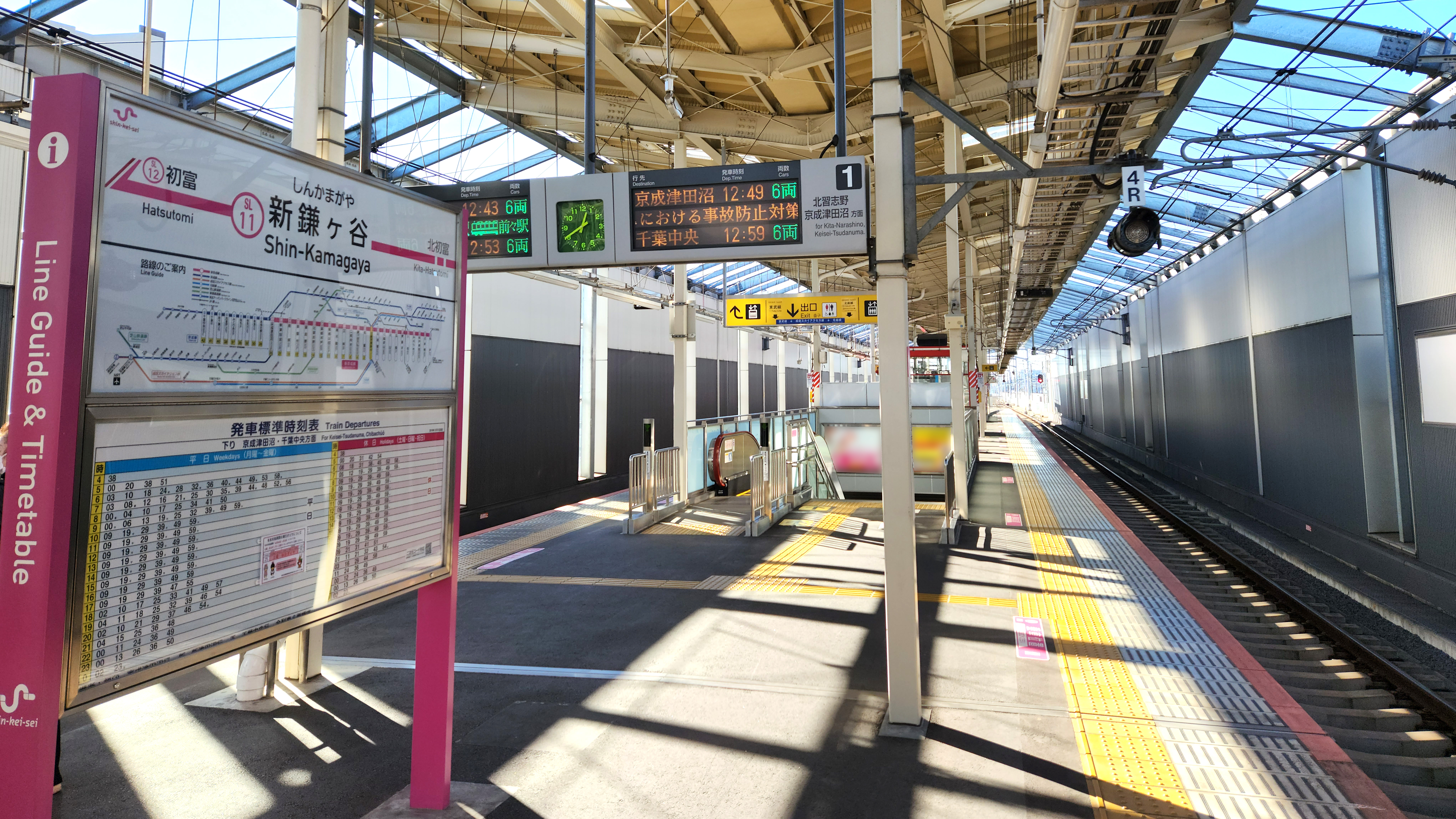
駅ホーム（2023年1月）
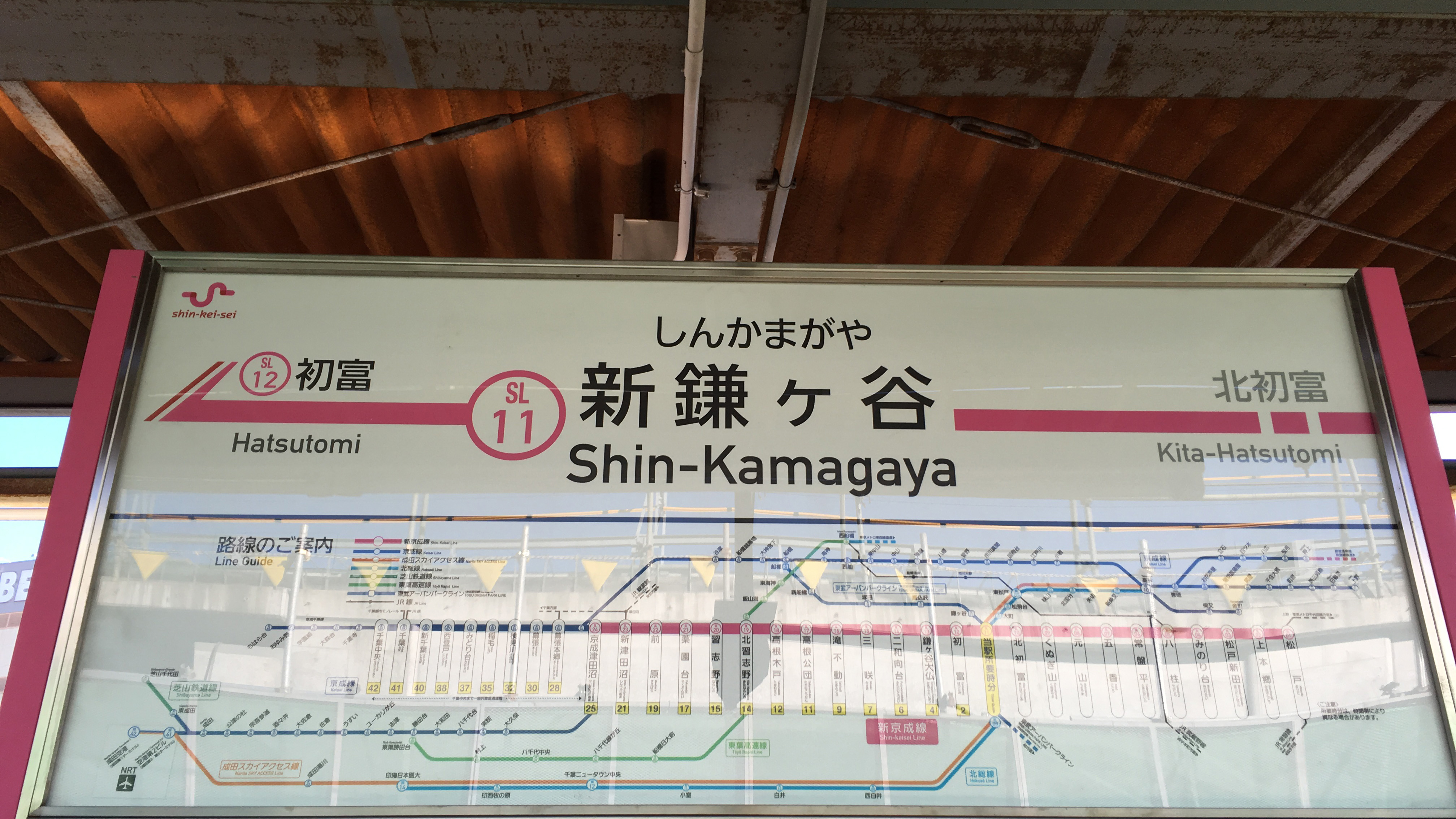
駅名標（2015年12月）

### 東武鉄道
相対式ホーム2面2線を有し、線路は開削構造になっている。橋上駅舎を有しており、スロープやエレベーター、エスカレーターが設置されている。
東武野田線内では流山おおたかの森駅に次いで2番目に新しい。東武鉄道全駅中、最も東に位置する。

#### のりば
| 番線 | 路線                     | 方向 | 行先     |
| ---- | ------------------------ | ---- | -------- |
| 1    | 東武アーバンパークライン | 上り | 柏方面   |
| 2    | 東武アーバンパークライン | 下り | 船橋方面 |

- 改札口（2024年8月）
- 駅ホーム（2013年5月）

#### 発車メロディ
2008年7月より発車メロディを導入した。当初は流山おおたかの森駅や春日部駅と同じものが使用されていたが、2009年2月から鎌ケ谷市に二軍の本拠地を置く北海道日本ハムファイターズと同市との連携により「ファイターズ讃歌」が使用されている。

## 利用状況
- 北総鉄道 - 2022年度の1日平均乗降人員は23,188人で、北総線内では京成高砂駅に次ぐ第2位[京成A 1]。
- 京成電鉄（成田空港線）- 2024年度の1日平均乗降人員は5,438人[京成 1][注釈 1]である。これは、成田スカイアクセス線の途中駅（空港第2ビル駅を除く）としては最多である。
- 新京成電鉄（現・京成電鉄） - 2024年度の1日平均乗降人員は37,305人である[新京成 1]。
- 東武鉄道 - 2024年度の1日平均乗降人員は45,567人である[東武 1]。

開業以降の1日乗降・乗車人員の推移は以下の通り。

### 年度別1日平均乗降・乗車人員（北総鉄道）
| 年度               | 1日平均 乗降人員 | 1日平均 乗車人員 |
| ------------------ | ---------------- | ---------------- |
| 1990年（平成02年） |                  | 4,821            |
| 1991年（平成03年） |                  | 809              |
| 1992年（平成04年） |                  | 5,172            |
| 1995年（平成07年） |                  | 8,675            |
| 1998年（平成10年） |                  | 7,978            |
| 1999年（平成11年） |                  | 7,947            |
| 2000年（平成12年） | 18,634           | 9,457            |
| 2001年（平成13年） |                  | 9,576            |
| 2002年（平成14年） |                  | 9,667            |
| 2003年（平成15年） |                  | 9,634            |
| 2004年（平成16年） |                  | 9,757            |
| 2005年（平成17年） |                  | 10,073           |
| 2006年（平成18年） | 20,834           | 10,549           |
| 2007年（平成19年） | 22,444           | 11,336           |
| 2008年（平成20年） | 22,798           | 11,523           |
| 2009年（平成21年） | 22,732           | 11,483           |
| 2010年（平成22年） | 23,614           | 11,807           |
| 2011年（平成23年） | 23,938           | 12,105           |
| 2012年（平成24年） | 24,750           | 12,515           |
| 2013年（平成25年） | 21,671           | 10,967           |
| 2014年（平成26年） | 21,442           | 10,721           |
| 2015年（平成27年） | 21,411           | 10,838           |
| 2016年（平成28年） | 21,737           | 10,995           |
| 2017年（平成29年） | 22,184           | 11,215           |
| 2018年（平成30年） | 22,538           | 11,393           |
| 2019年（令和元年） | 22,797           |                  |
| 2020年（令和02年） | 18,852           | 9,506            |
| 2021年（令和03年） |                  | 10,162           |
| 2022年（令和04年） | 23,188           | 11,726           |

### 年度別1日平均乗降・乗車人員（京成電鉄）
| 年度               | 1日平均 乗降人員 | 1日平均 乗車人員 | 1日平均 乗車人員 | 1日平均 乗車人員 | 1日平均 降車人員 | 1日平均 降車人員 | 1日平均 降車人員 | 出典       |
| 年度               | 1日平均 乗降人員 | 総数             | 普通             | 定期             | 総数             | 普通             | 定期             | 出典       |
| ------------------ | ---------------- | ---------------- | ---------------- | ---------------- | ---------------- | ---------------- | ---------------- | ---------- |
| 2010年（平成22年） |                  | 1,781            |                  |                  |                  |                  |                  |            |
| 2011年（平成23年） | 3,602            | 1,843            |                  |                  | 1,759            |                  |                  |            |
| 2012年（平成24年） | 3,876            | 1,981            |                  |                  | 1,895            |                  |                  |            |
| 2013年（平成25年） | 4,137            | 2,116            |                  |                  | 2,021            |                  |                  |            |
| 2014年（平成26年） | 4,024            | 2,056            |                  |                  | 1,968            |                  |                  |            |
| 2015年（平成27年） | 4,134            | 2,103            |                  |                  | 2,031            |                  |                  |            |
| 2016年（平成28年） | 4,356            | 2,211            |                  |                  | 2,145            |                  |                  |            |
| 2017年（平成29年） | 4,476            | 2,272            | 1,087            | 1,185            | 2,204            | 1,019            | 1,185            |            |
| 2018年（平成30年） | 4,516            | 2,292            | 1,126            | 1,166            | 2,224            | 1,058            | 1,166            |            |
| 2019年（令和元年） | 4,629            | 2,350            | 1,122            | 1,228            | 2,279            | 1,051            | 1,228            |            |
| 2020年（令和02年） | 3,222            | 1,629            | 550              | 1,079            | 1,593            | 514              | 1,079            |            |
| 2021年（令和03年） | 3,463            | 1,759            | 721              | 1,038            | 1,704            | 666              | 1,038            |            |
| 2022年（令和04年） | 4,272            | 2,170            | 1,006            | 1,164            | 2,102            | 938              | 1,164            |            |
| 2023年（令和05年） | 5,008            | 2,536            | 1,252            | 1,284            | 2,472            | 1,188            | 1,284            | [ 京成 2 ] |
| 2024年（令和06年） | 5,438            | 2,798            | 1,399            | 1,399            | 2,640            | 1,340            | 1,300            | [ 京成 1 ] |

### 年度別1日平均乗降・乗車人員（新京成電鉄）
| 年度               | 1日平均 乗降人員 | 1日平均 乗車人員 | 出典 |
| ------------------ | ---------------- | ---------------- | ---- |
| 1992年（平成04年） |                  | 6,503            |      |
| 1995年（平成07年） |                  | 8,970            |      |
| 1998年（平成10年） |                  | 8,565            |      |
| 1999年（平成11年） |                  | 8,705            |      |
| 2000年（平成12年） |                  | 10,335           |      |
| 2001年（平成13年） |                  | 10,768           |      |
| 2002年（平成14年） |                  | 10,983           |      |
| 2003年（平成15年） |                  | 11,199           |      |
| 2004年（平成16年） |                  | 11,951           |      |
| 2005年（平成17年） |                  | 12,219           |      |
| 2006年（平成18年） | 24,504           | 13,088           |      |
| 2007年（平成19年） | 26,902           | 14,196           |      |
| 2008年（平成20年） | 27,993           | 14,571           |      |
| 2009年（平成21年） | 28,618           | 14,778           |      |
| 2010年（平成22年） | 29,622           | 15,214           |      |
| 2011年（平成23年） | 29,952           | 15,267           |      |
| 2012年（平成24年） | 31,131           | 15,849           |      |
| 2013年（平成25年） | 32,235           | 16,359           |      |
| 2014年（平成26年） | 32,282           | 16,318           |      |
| 2015年（平成27年） | 32,940           | 16,602           |      |
| 2016年（平成28年） | 33,530           | 16,867           |      |
| 2017年（平成29年） | 34,156           | 17,164           |      |
| 2018年（平成30年） | 34,854           | 17,503           |      |
| 2019年（令和元年） | 35,357           |                  |      |
| 2020年（令和02年） | 28,046           | 14,803           |      |
| 2021年（令和03年） | 30,970           | 15,365           |      |
| 2022年（令和04年） | 34,234           | 16,972           |      |
| 2023年（令和05年） | 36,254           |                  |      |
| 2024年（令和06年） | 37,305           |                  |      |

### 年度別1日平均乗降・乗車人員（東武鉄道）
| 年度               | 1日平均 乗降人員 | 1日平均 乗車人員 | 出典 |
| ------------------ | ---------------- | ---------------- | ---- |
| 1999年（平成11年） |                  | 10,881           |      |
| 2000年（平成12年） | 16,221           | 8,294            |      |
| 2001年（平成13年） | 19,414           | 9,744            |      |
| 2002年（平成14年） | 21,159           | 10,656           |      |
| 2003年（平成15年） | 22,276           | 11,254           |      |
| 2004年（平成16年） | 23,871           | 12,258           |      |
| 2005年（平成17年） | 25,602           | 13,168           |      |
| 2006年（平成18年） | 27,826           | 14,360           |      |
| 2007年（平成19年） | 30,361           | 15,578           |      |
| 2008年（平成20年） | 32,139           | 16,380           |      |
| 2009年（平成21年） | 33,144           | 16,839           |      |
| 2010年（平成22年） | 34,315           | 17,379           |      |
| 2011年（平成23年） | 35,729           | 17,846           |      |
| 2012年（平成24年） | 37,463           | 18,701           |      |
| 2013年（平成25年） | 38,525           | 19,231           |      |
| 2014年（平成26年） | 38,217           | 19,063           |      |
| 2015年（平成27年） | 39,133           | 19,520           |      |
| 2016年（平成28年） | 39,774           | 19,806           |      |
| 2017年（平成29年） | 40,389           | 20,108           |      |
| 2018年（平成30年） | 41,006           | 20,407           |      |
| 2019年（令和元年） | 41,145           |                  |      |
| 2020年（令和02年） | 32,927           | 16,396           |      |
| 2021年（令和03年） | 37,046           | 18,427           |      |
| 2022年（令和04年） | 41,255           | 20,501           |      |
| 2023年（令和05年） | 43,717           | 21,703           |      |
| 2024年（令和06年） | 45,567           | 22,608           |      |

備考
1. ↑  1991年3月31日開業。開業日の乗車人員。
2. ↑  2010年7月17日開業。開業日から翌年3月31日までを集計したデータ。
3. ↑  1992年7月8日開業。開業日から翌年3月31日までを集計したデータ。
4. ↑  1999年11月25日開業。開業日から翌年3月31日までを集計したデータ。

## 駅周辺

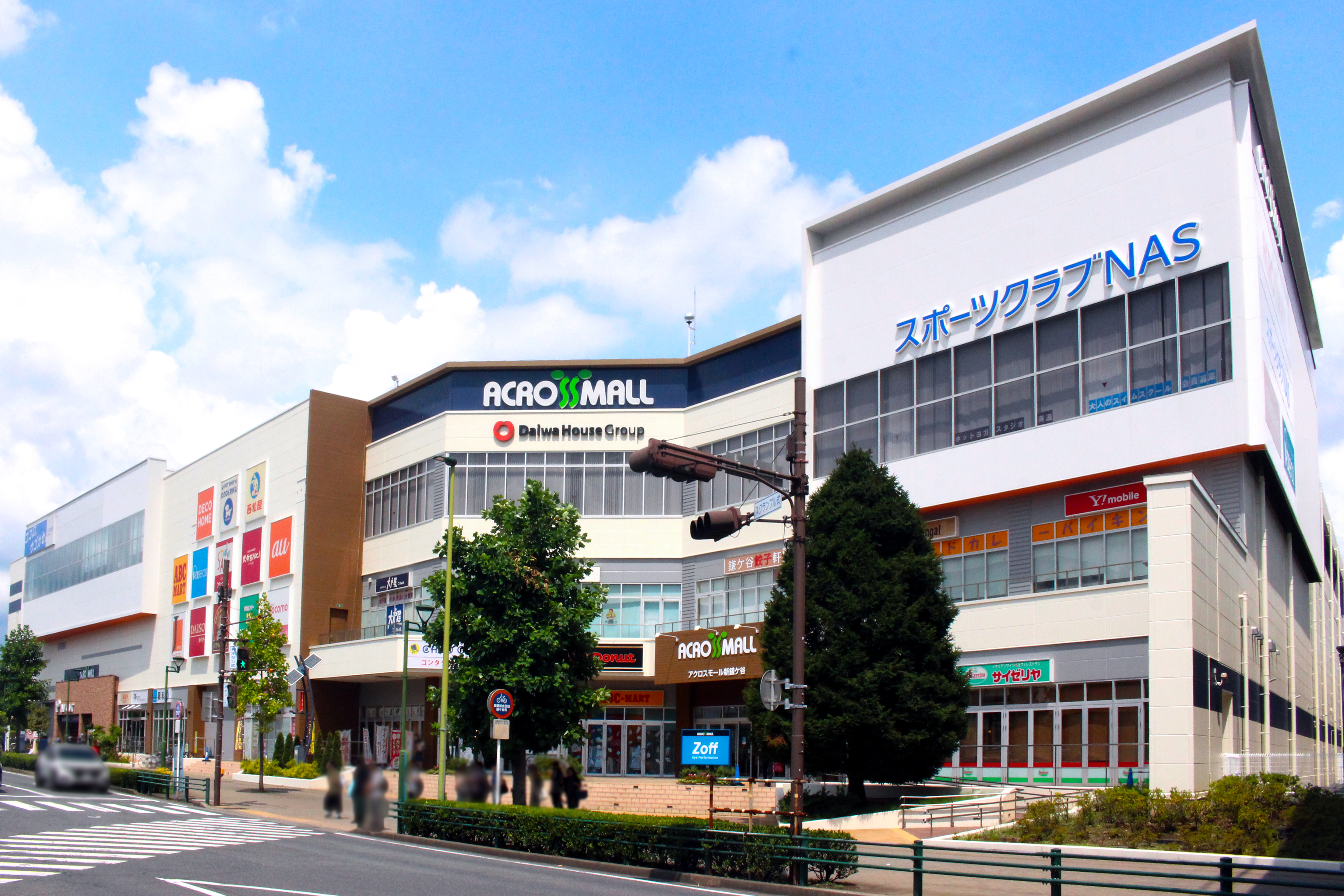
アクロスモール新鎌ヶ谷（東口駅前）

駅東側を千葉県道8号船橋我孫子線（国道464号）が走る。東側には白井市、北側・東側には松戸市との市境がある。
当駅周辺は元々既成市街地ではなく、畑や梨園が広がる土地の3路線交差部に設置された駅であるため、開業当時は少し離れて市役所庁舎がある程度で、他に特筆すべき建物や施設などはなかった。しかし、3路線揃った2000年代に入ってからは鎌ケ谷市の新市街地として開発が進められており、2004年以降は大型ショッピングセンターが駅前に開業するなど、開業当時からは大きく変貌を遂げている。また、駅周辺は以前「初富」という町名であったが、2008年2月からこれらの地区における住居表示実施に伴う字区域の変更、町区域の設定によって、「新鎌ケ谷一丁目」「新鎌ケ谷二丁目」「新鎌ケ谷三丁目」「新鎌ケ谷四丁目」が新設され、駅名から発祥した「新鎌ケ谷」が正式に町名となった。
北総・新京成駅の南東にあるロータリー歩道の京葉銀行前には、東経140度を示すペイントが施されている。
南口駅前では当初都営新宿線を延伸させるための用地だった「東京10号線延伸新線跡地」において、2024年（令和6年）4月から分譲マンションの住宅棟（15階建て）と複合商業施設の商業棟（地上6階、地下1階建て）の建設工事が始まった。
駅構内
- ファミリーマート
- ヴィ・ド・フランス
- イデカフェ
- マクドナルド
- ケンタッキーフライドチキン
- くすりの福太郎

周辺

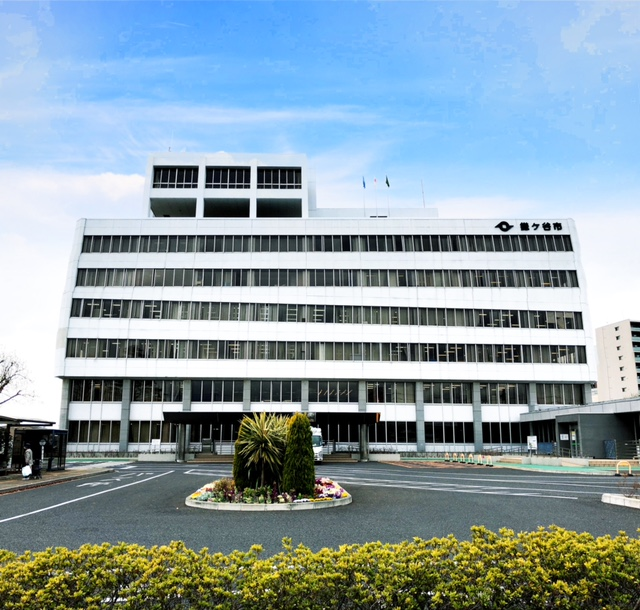
鎌ケ谷市役所
- 千葉県鎌ケ谷警察署
  - 新鎌ヶ谷駅前交番
- 鎌ケ谷市鎌ケ谷消防署
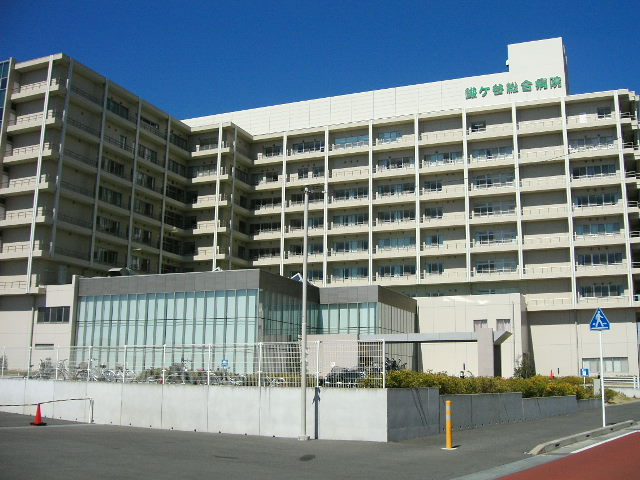
鎌ケ谷市総合福祉保健センター
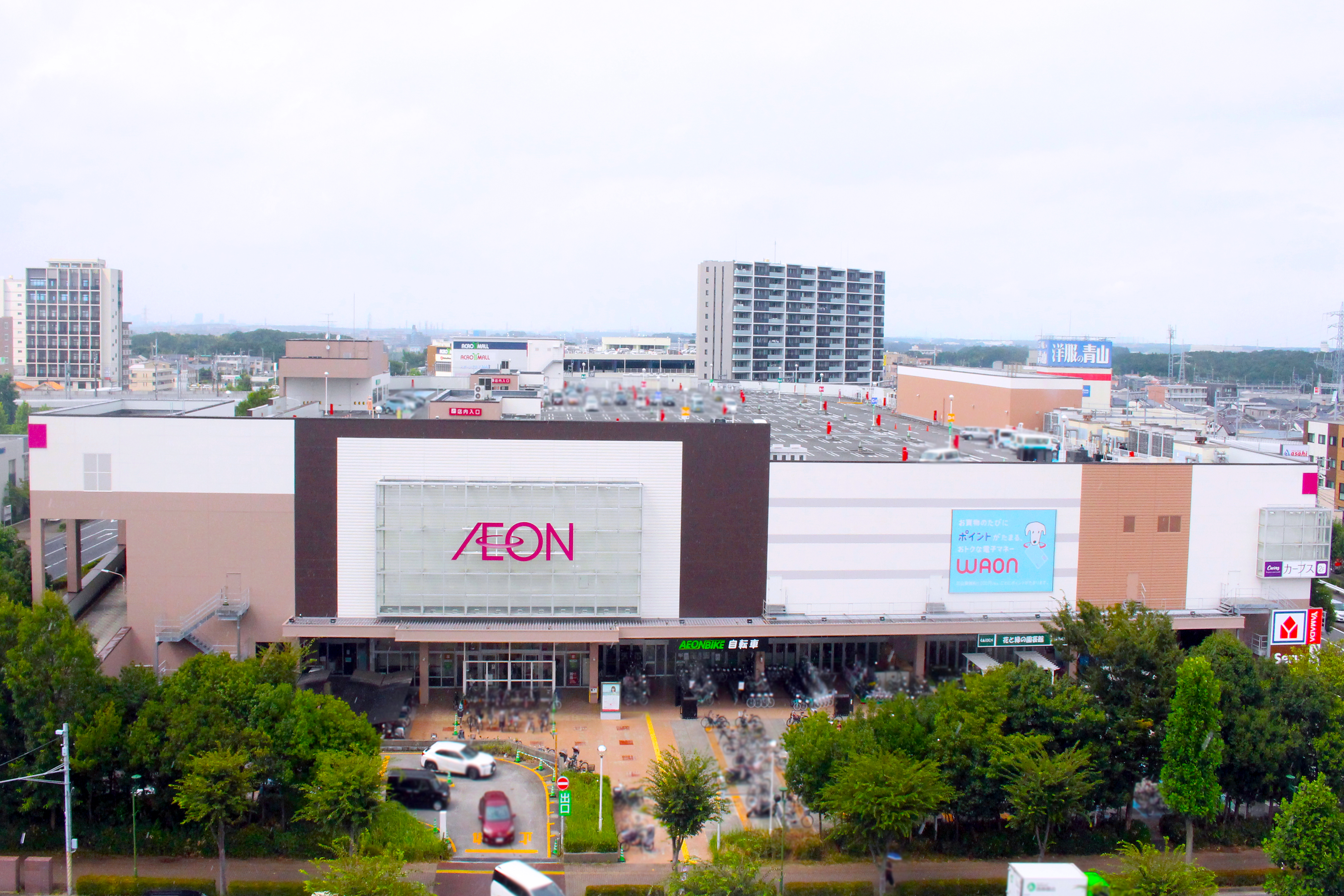
鎌ケ谷市基幹相談支援センター
- 鎌ケ谷市社会福祉協議会ボランティアセンター
- 鎌ケ谷総合病院（徳洲会）
- 鎌ケ谷市立第三中学校
- イオン鎌ケ谷ショッピングセンター
- アクロスモール新鎌ヶ谷
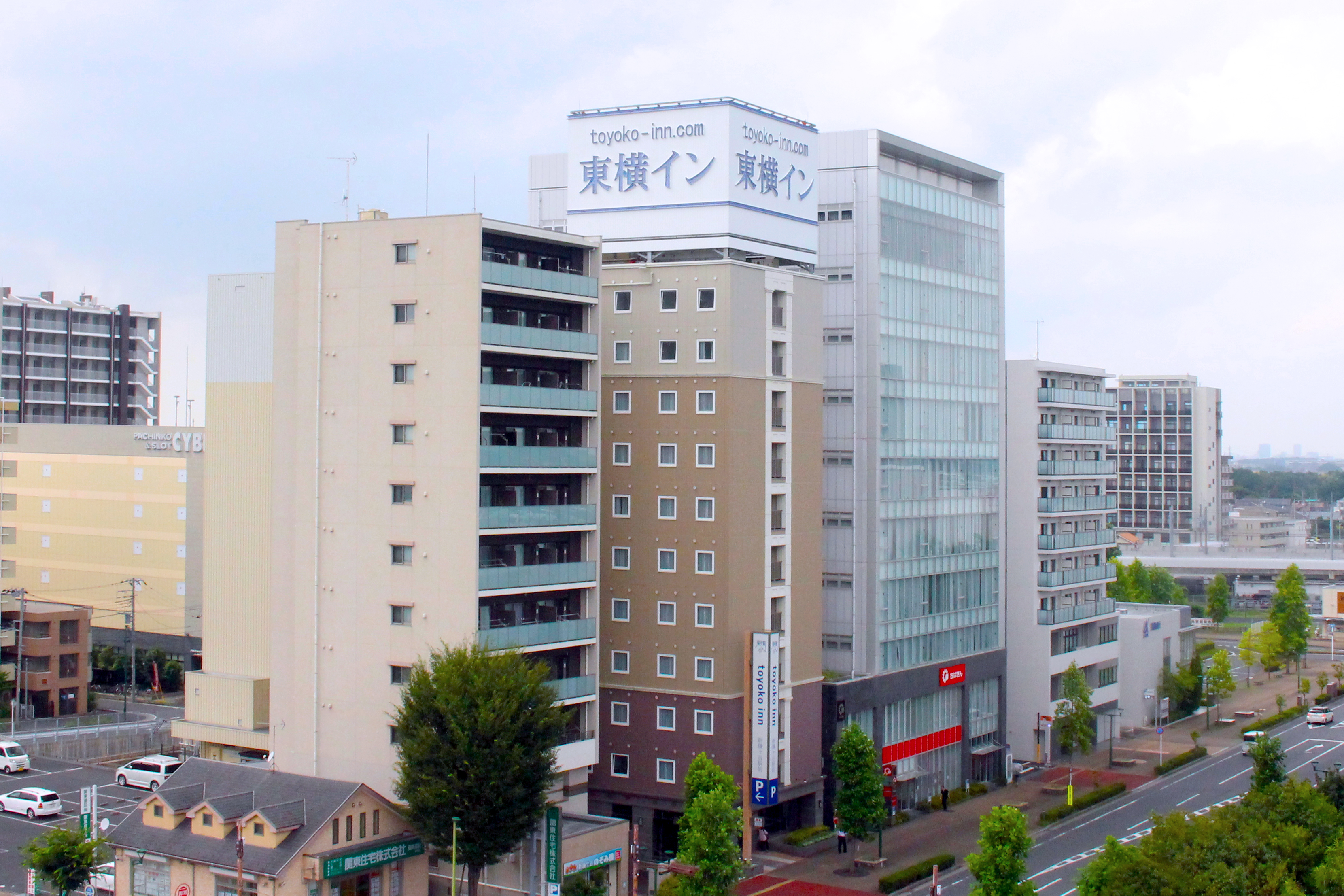
東横イン千葉新鎌ヶ谷駅前
- 鎌ヶ谷市制記念公園
  - 鎌ケ谷市営野球場（福太郎野球場）
  - 鎌ケ谷市営庭球場（福太郎テニスコート）
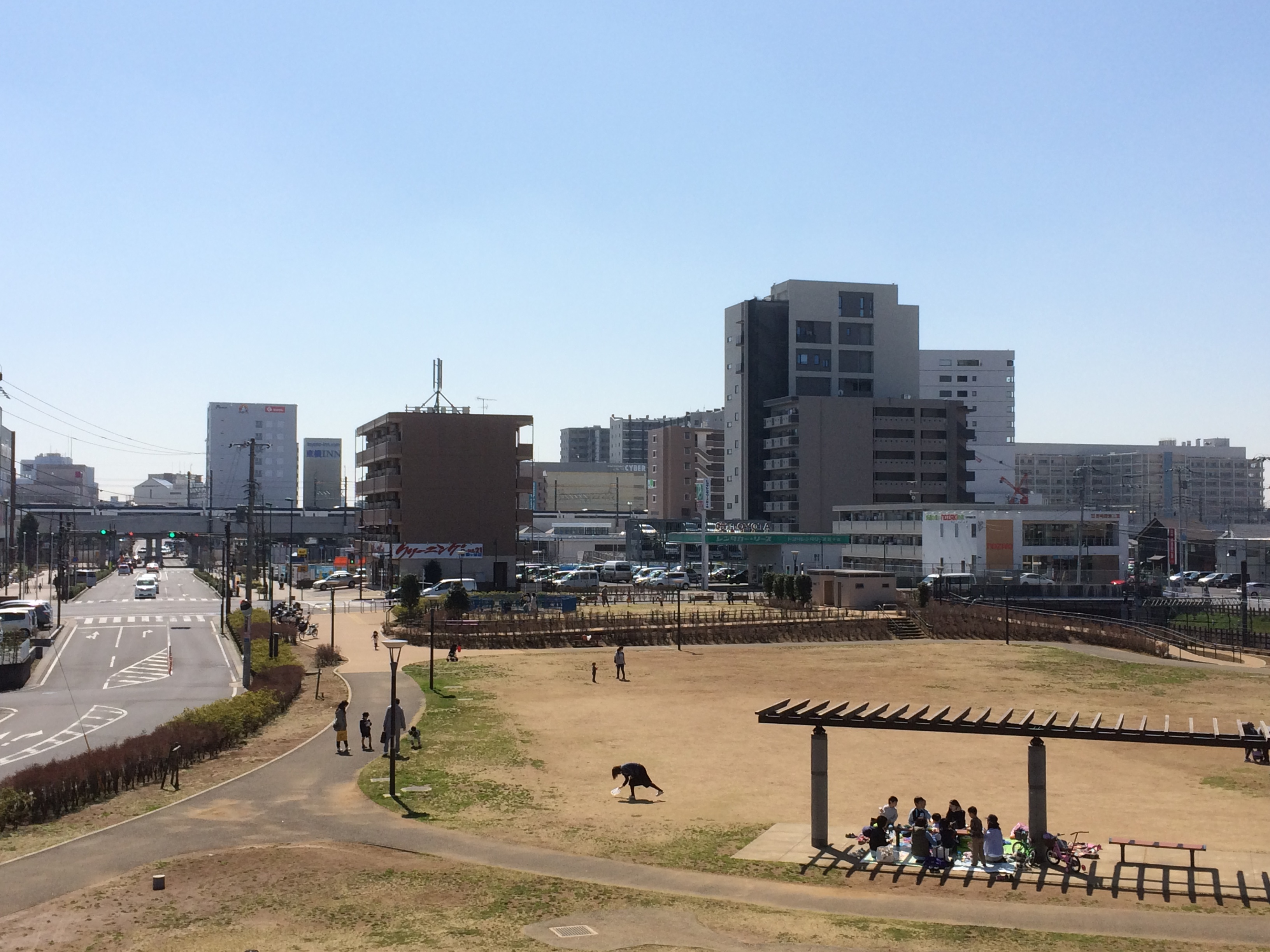
新鎌ふれあい公園
- 京葉銀行新鎌ヶ谷支店
- 千葉銀行鎌ケ谷支店
- 東京東信用金庫鎌ヶ谷支店
- 新鎌Fタワー
  - くすりの福太郎本社
- 北総鉄道本社
- オアシスワークス本社
- 宣美（平安堂）本社
- 野水鋼業本社

- 鎌ケ谷市役所
- 鎌ケ谷総合病院
- イオン鎌ケ谷ショッピングセンター
- 東横イン千葉新鎌ヶ谷駅前
- 新鎌ふれあい公園

## バス路線
駅前交通広場から発着する。
路線バス
- 京成バス千葉セントラル
  - 西白井線 白井工業団地・白井車庫・セブンパーク アリオ柏行き - 1番乗り場
  - 鎌ヶ谷線 白井駅行き - 2番乗り場
  - 鎌ヶ谷線 鎌ケ谷市役所行き - 2番乗り場
  - 北総循環線　白井駅経由千葉ニュータウン中央駅行き - 2番乗り場
  - 高花線 千葉ニュータウン中央駅経由高花行き - 2番乗り場　※ 土曜・休日のみ運行
- 京成バス千葉ウエスト
  - 船01　（深夜バス）鎌ヶ谷大仏行き - 2番乗り場　※運休中
  - ファイターズスタジアム行（直通） ※ イースタン・リーグ開催時のみ

コミュニティバス
- 鎌ケ谷市コミュニティバス「ききょう号」
  - ききょう南線（京成バス千葉ウエスト）：鎌ケ谷大仏駅行き
  - ききょう西線（鎌ヶ谷観光バス）：東武鎌ケ谷駅・ファイターズタウン方面 / 鎌ケ谷市役所行き
  - ききょう東線（京成バス千葉セントラル）：さわやかプラザ軽井沢行き / 鎌ケ谷市役所行き
  - ききょう東線2（京成バス千葉セントラル）：粟野コミュニティセンター・北部公民館方面

## ロケーション撮影
• 『金麦 「たまるホーム＋冬の味」篇』 - 柳楽優弥と黒木華出演のCMで、途中7300形が登場する。（2022年）
• 『MA CHÉRIE・ヘアマニキュア』- 途中、7150形が一瞬だが登場する。（1996年）

## 付記
- 2021年度まで東武野田線駅舎の改札の前にある掲示板には、毎年北海道日本ハムファイターズに入団した新人選手の手形が展示されている（現在はデジタルサイネージになっている）。
- 東経140度上にある駅として、駅前にそれを示す線が表示されている[11]。
- 9月ごろ開催される下総航空基地開設記念行事で、下総航空基地行きの無料シャトルバスが運行されている。

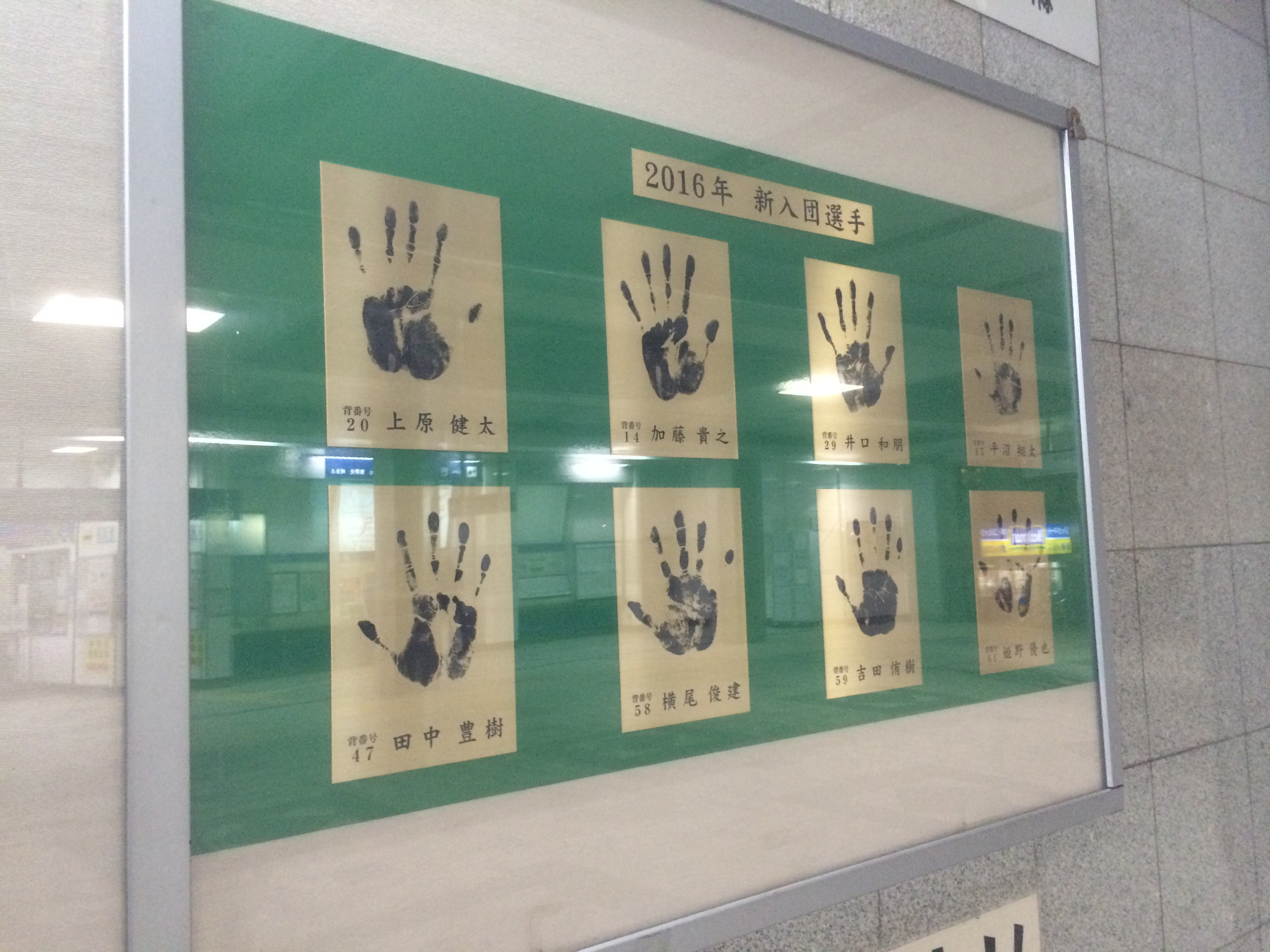
東武線改札前に展示されていた北海道日本ハムファイターズの新人選手手形（2016年3月）
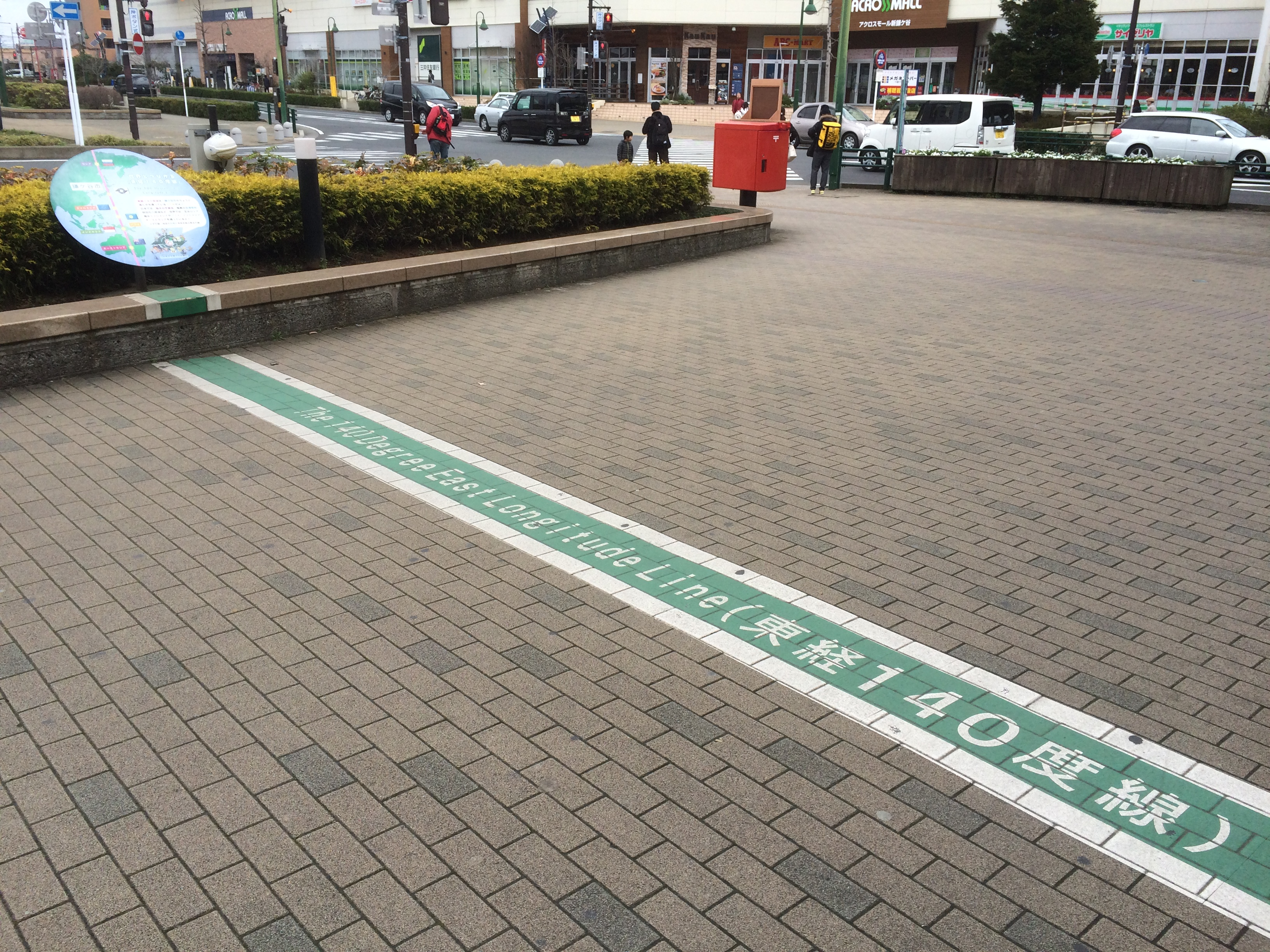
東口駅前にある東経140度線標識（2016年3月）

## 隣の駅
北総鉄道・京成電鉄
 北総線・ 成田スカイアクセス線
■「スカイライナー」一部停車駅
■アクセス特急
東松戸駅 (HS05) - 新鎌ヶ谷駅 (HS08) - 千葉ニュータウン中央駅 (HS12)
■特急（西白井方当駅から各駅に停車）
東松戸駅 (HS05) - 新鎌ヶ谷駅 (HS08) - 西白井駅 (HS09)
■普通
大町駅 (HS07) - 新鎌ヶ谷駅 (HS08) - 西白井駅 (HS09)
 松戸線
北初富駅 (KS79) - 新鎌ヶ谷駅 (KS78) - 初富駅 (KS77)
東武鉄道
 東武アーバンパークライン
■急行
高柳駅 (TD 28) - 新鎌ヶ谷駅 (TD 30) - 船橋駅 (TD 35)
■普通
六実駅 (TD 29) - 新鎌ヶ谷駅 (TD 30) - 鎌ヶ谷駅 (TD 31)